# 2020-as Formula–1 világbajnokság
A 2020-as Formula–1 világbajnokság sorrendben a 71. Formula–1-es szezon volt. Ebben az évben rekordnak számító 22 futamot rendeztek volna, de később a koronavírus-járvány kitörése következtében több verseny elhalasztásra vagy törlésre került, helyüket egyes esetekben új vagy a versenynaptárban korábbi években szereplő versenyek vették át, a végleges versenynaptár hossza 17 futam lett. A bajnokság március 15-én Melbourne-ben indult volna, azonban csak július 5-én vehette kezdetét Ausztriában, és december 13-án ért véget Abu-Dzabiban.
Az egyéni címvédő a hatszoros világbajnok Lewis Hamilton volt, aki három futammal a szezon vége előtt, az isztambuli versenyhétvégén elért győzelmével bebiztosította hetedik világbajnoki címét, amellyel beállította Michael Schumacher vonatkozó rekordját. A konstruktőrök bajnokságában a Mercedes alakulata érkezett címvédőként, és az emilia-romagnai nagydíjon ismét megszerezte a konstruktőri címet, sorozatban hetedik alkalommal, amely új rekord a Formula–1 történelmében.
A Nürburgringen rendezett Eifel nagydíjon Kimi Räikkönen 323. nagydíjhétvégéjén vett részt, ezzel pedig a sportág történetének legtapasztaltabb versenyzőjévé vált, megdöntve Rubens Barrichello rekordját. A portimãói portugál nagydíjon Lewis Hamilton pályafutása 92. futamgyőzelmével megdöntötte Michael Schumacher vonatkozó rekordját.
A bahreini nagydíjon Romain Grosjean súlyos balesetet szenvedett, aminek következtében nem tudott rajthoz állni a következő hétvégén esedékes szahír nagydíjon, ahol a Haas tartalékpilótája, Pietro Fittipaldi helyettesítette. Ezzel a Fittipaldi-család lett az első az autósport történetében, amelynek négy tagja is rajthoz állhatott Formula–1-es futamon.
A szahír nagydíjon győztes Sergio Pérez 190. nagydíján szerezte meg első futamgyőzelmét, amivel új rekordot állított fel. Korábban Mark Webbernek kellett a legtovább várnia első győzelmére, ő pályafutása 130. nagydíján ért célba elsőként. Pérez ötven év elteltével lett a sportág első mexikói futamgyőztese, ezt megelőzően Pedro Rodríguez tudott futamot nyerni, az 1970-es belga nagydíjon. 2012 óta először fordult elő, hogy egy idényben két új futamgyőztest is avatott a sportág.

## Az új Formula–1

### Változások 2020-tól
A 2020-as szezontól kezdődően a szabadedzéseken való részvételért is licenszpontokat adtak a pilótáknak, egész pontosan minden hétvégén 100 km megtétele után 1-et, egészen addig, amíg valamilyen kihágásért büntetőpontot nem kaptak. További kitétel, hogy egymást követő három szezonban legfeljebb 10 pont volt szerezhető ily módon.
Az idény előtti teszteken a Mercedes előállt az úgynevezett DAS-szal, a duplatengelyes kormányrendszerrel. A technikai újítást, amellyel a versenyző a kanyarokban a gumikopást szabályozhatja, a Nemzetközi Automobil Szövetség engedélyezte a 2020-as szezonra, a 2021-es idénytől azonban betiltotta a használatát.
A szezon közbeni változás, hogy az olasz nagydíjtól kezdve a csapatok kötelesek voltak az időmérő edzések folyamán ugyanazokat a motorbeállításokat használni, amiket a futamon, azaz betiltották az ún. időmérős motorbeállításokat.

### Változások a csapatoknál
A Red Bull Racing és a Scuderia Toro Rosso versenyistállót tulajdonló Red Bull energiaitalcég mint anyavállalat, a Toro Rossót ettől az évtől Scuderia AlphaTauri néven versenyeztette. Az osztrák cég ezzel divatmárkáját kívánta népszerűsíteni.
A Williams év közben tulajdonost cserélt, aminek következtében az olasz nagydíjat követően távozott a csapat alapítója és névleges csapatfőnöke, Sir Frank Williams, valamint lánya, a helyettes csapatfőnök Claire Williams az istálló éléről.

### Változások a rajtrácson
Esteban Ocon 2018 és egyéves kihagyás után visszatért a mezőnybe, miután átvette Nico Hülkenberg helyét a Renault-nál. Robert Kubica szerződését nem hosszabbította meg a Williams, a lengyel versenyző az Alfa Romeo tesztpilótájaként, illetve a DTM-ben rajthoz állva folytatta pályafutását. A mezőny egyetlen újonca a 2019-es FIA Formula–2 szezon második helyezettje, a Kubica helyét átvevő kanadai Nicholas Latifi lett.
A brit nagydíj előtti csütörtökön Sergio Pérez pozitív koronavírustesztet produkált, így a mexikói pilóta nem vehetett részt az ezt követő két versenyhétvégén, ezeken Nico Hülkenberg pótolta őt. Pérez a spanyol nagydíjon térhetett vissza a mezőnybe. Hülkenberg az Eifel nagydíj időmérő edzésén és futamán ismét autóba ülhetett, ezúttal Lance Stroll helyén, aki rosszullét miatt nem tudott részt venni a versenyhétvégén. A bahreini nagydíjon történt hatalmas balesetét követően Romain Grosjean nem vehetett részt a szezon utolsó két versenyén, helyét a Haas F1 Team teszt- és tartalékpilótája, Pietro Fittipaldi vette át.
Szintén a szahír nagydíj előtt, december 1-jén került bejelentésre, hogy Lewis Hamilton koronavírusos lett, így kihagyni kényszerült a futamot. December 2-án bejelentették, hogy George Russell helyettesíti Hamiltont, akit a Williamstől vett kölcsön a Mercedes csapata, míg Russellt a Williamsnél az újonc Jack Aitken helyettesítette.

### Változások a lebonyolításban
A világjárvány hatására jelentős mértékben megváltozott a versenyhétvégék összetétele. A versenyzői parádét eltörölték, valamint a versenyzők nem gyűltek össze, hogy meghallgassák a helyi nemzeti himnuszt a futam megkezdése előtt. A versenyt követő dobogóceremónia menete is módosult. A csapatok, a szervezők és a Nemzetközi Automobil Szövetség helyszínen lévő személyzetének létszáma csökkent. Amennyiben egy versenyző pozitív koronavírustesztet produkált, automatikusan nem vehetett részt az adott versenyhétvégén. Ebben a szezonban a bajnokság gumibeszállítója, a Pirelli döntött arról, hogy a csapatok milyen leosztásban kapják meg az abroncsokat.

## Átigazolások

### Újonc versenyzők
- Nicholas Latifi; Formula–2, DAMS pilóta → Williams pilóta[33]
- Pietro Fittipaldi; Haas F1 Team tartalékpilóta → Haas F1 Team pilóta (csak a szahír nagydíjon és az abu-dzabi nagydíjon, Romain Grosjean helyén)[13][34]
- Jack Aitken; Williams tartalékpilóta → Williams F1 pilóta (csak a szahír nagydíjon, George Russell helyén)[35]

### Visszatérő versenyzők
- Esteban Ocon; Mercedes tartalékpilóta → Renault pilóta[36]

### Távozó versenyzők
- Robert Kubica; Williams pilóta → DTM, BMW Orlen Team ART pilóta[37] és Alfa Romeo tesztpilóta[38][39]
- Nico Hülkenberg; Renault pilóta → ADAC GT Masters, GTronix 360 mcchip-dkr pilóta[40][41]

### Év közbeni pilótacserék
- Sergio Pérez pozitív koronavírustesztet produkált, ezért kihagyta a brit és a 70. évforduló nagydíjat, helyére  Nico Hülkenberg érkezett.[23][24][42]
- Lance Stroll betegsége miatt kihagyta az Eifel nagydíjat, helyén az időmérő edzésen és a futamon  Nico Hülkenberg vett részt.[26][43]
- Romain Grosjean a bahreini nagydíjon elszenvedett balesete következtében az utolsó két versenyt kihagyni kényszerült. Helyét  Pietro Fittipaldi vette át.[34][44]
- Lewis Hamilton a szahír nagydíj előtt elkapta a koronavírust, így nem vehetett részt a versenyhétvégén.[27]  George Russell helyettesítette.[28]
- George Russell helyettese a szahír nagydíjon a Williams csapatnál az újonc  Jack Aitken volt.[35]

## A szezon előtt

### Új autófejlesztések
| Konstruktőr     | Autó   | Bemutató ideje | Bemutató helye                 |
| --------------- | ------ | -------------- | ------------------------------ |
| Ferrari         | SF1000 | február 11.    | Reggio Emilia                  |
| Renault         | RS20   | február 12.    | Párizs                         |
| Red Bull Racing | RB16   | február 12.    | Silverstone Circuit            |
| McLaren         | MCL35  | február 13.    | Woking                         |
| Mercedes        | W11    | február 14.    | Silverstone Circuit            |
| AlphaTauri      | AT01   | február 14.    | Salzburg                       |
| Racing Point    | RP20   | február 17.    | Modsee                         |
| Williams        | FW43   | február 17.    | online                         |
| Alfa Romeo      | C39    | február 19.    | Circuit de Barcelona-Catalunya |
| Haas            | VF-20  | február 19.    | Circuit de Barcelona-Catalunya |

### Tesztek
| Dátum        | Helyszín                           | Pálya                | Leggyorsabb versenyző | Csapat             | Idő      | Kör |
| ------------ | ---------------------------------- | -------------------- | --------------------- | ------------------ | -------- | --- |
| Február 19.  | Barcelona, Spanyolország           | Circuit de Catalunya | Lewis Hamilton        | Mercedes           | 1:16,976 | 94  |
| Február 20.  | Barcelona, Spanyolország           | Circuit de Catalunya | Kimi Räikkönen        | Alfa Romeo-Ferrari | 1:17,091 | 134 |
| Február 21.  | Barcelona, Spanyolország           | Circuit de Catalunya | Valtteri Bottas       | Mercedes           | 1:15,732 | 65  |
| Február 26.  | Barcelona, Spanyolország           | Circuit de Catalunya | Robert Kubica         | Alfa Romeo-Ferrari | 1:16,942 | 53  |
| Február 27.  | Barcelona, Spanyolország           | Circuit de Catalunya | Sebastian Vettel      | Ferrari            | 1:16,841 | 144 |
| Február 28.  | Barcelona, Spanyolország           | Circuit de Catalunya | Valtteri Bottas       | Mercedes           | 1:16,196 | 77  |
| December 15. | Abu-Dzabi, Egyesült Arab Emírségek | Yas Marina Circuit   | Fernando Alonso       | Renault            | 1:36,333 | 105 |

Részletes teszteredmények
| Barcelona, Spanyolország (1. előszezoni teszthét)                                                 | Barcelona, Spanyolország (1. előszezoni teszthét) | Barcelona, Spanyolország (1. előszezoni teszthét) | Barcelona, Spanyolország (1. előszezoni teszthét) | Barcelona, Spanyolország (1. előszezoni teszthét) | Barcelona, Spanyolország (1. előszezoni teszthét) | Barcelona, Spanyolország (1. előszezoni teszthét) |
| ------------------------------------------------------------------------------------------------- | ------------------------------------------------- | ------------------------------------------------- | ------------------------------------------------- | ------------------------------------------------- | ------------------------------------------------- | ------------------------------------------------- |
| Időjárás: február 19. – száraz, napos • február 20. – száraz, napos • február 21. – száraz, napos |                                                   |                                                   |                                                   |                                                   |                                                   |                                                   |
| Dátum                                                                                             | Hely.                                             | Versenyző                                         | Csapat/motor                                      | Idő                                               | Kül.                                              | Kör                                               |
| február 19.                                                                                       | 1                                                 | Lewis Hamilton                                    | Mercedes                                          | 1:16,976                                          | –                                                 | 94                                                |
| február 19.                                                                                       | 2                                                 | Valtteri Bottas                                   | Mercedes                                          | 1:17,313                                          | +0,337                                            | 79                                                |
| február 19.                                                                                       | 3                                                 | Sergio Pérez                                      | Racing Point-Mercedes                             | 1:17,375                                          | +0,399                                            | 58                                                |
| február 19.                                                                                       | 4                                                 | Max Verstappen                                    | Red Bull-Honda                                    | 1:17,516                                          | +0,540                                            | 168                                               |
| február 19.                                                                                       | 5                                                 | Danyiil Kvjat                                     | AlphaTauri-Honda                                  | 1:17,698                                          | +0,722                                            | 115                                               |
| február 19.                                                                                       | 6                                                 | Carlos Sainz Jr.                                  | McLaren-Renault                                   | 1:17,842                                          | +0,866                                            | 161                                               |
| február 19.                                                                                       | 7                                                 | Daniel Ricciardo                                  | Renault                                           | 1:17,873                                          | +0,897                                            | 54                                                |
| február 19.                                                                                       | 8                                                 | Esteban Ocon                                      | Renault                                           | 1:18,004                                          | +1,028                                            | 62                                                |
| február 19.                                                                                       | 9                                                 | George Russell                                    | Williams-Mercedes                                 | 1:18,168                                          | +1,192                                            | 73                                                |
| február 19.                                                                                       | 10                                                | Lance Stroll                                      | Racing Point-Mercedes                             | 1:18,282                                          | +1,306                                            | 50                                                |
| február 19.                                                                                       | 11                                                | Charles Leclerc                                   | Ferrari                                           | 1:18,289                                          | +1,313                                            | 131                                               |
| február 19.                                                                                       | 12                                                | Nicholas Latifi                                   | Williams-Mercedes                                 | 1:18,382                                          | +1,406                                            | 63                                                |
| február 19.                                                                                       | 13                                                | Robert Kubica                                     | Alfa Romeo-Ferrari                                | 1:18,386                                          | +1,410                                            | 59                                                |
| február 19.                                                                                       | 14                                                | Kevin Magnussen                                   | Haas-Ferrari                                      | 1:18,466                                          | +1,490                                            | 104                                               |
| február 19.                                                                                       | 15                                                | Antonio Giovinazzi                                | Alfa Romeo-Ferrari                                | 1:20,096                                          | +3,120                                            | 78                                                |
| Forrás                                                                                            |                                                   |                                                   |                                                   |                                                   |                                                   |                                                   |
| február 20.                                                                                       | 1                                                 | Kimi Räikkönen                                    | Alfa Romeo-Ferrari                                | 1:17,091                                          | –                                                 | 134                                               |
| február 20.                                                                                       | 2                                                 | Sergio Pérez                                      | Racing Point-Mercedes                             | 1:17,347                                          | +0,256                                            | 145                                               |
| február 20.                                                                                       | 3                                                 | Daniel Ricciardo                                  | Renault                                           | 1:17,749                                          | +0,658                                            | 41                                                |
| február 20.                                                                                       | 4                                                 | Alexander Albon                                   | Red Bull-Honda                                    | 1:17,912                                          | +0,821                                            | 134                                               |
| február 20.                                                                                       | 5                                                 | Pierre Gasly                                      | AlphaTauri-Honda                                  | 1:18,121                                          | +1,030                                            | 147                                               |
| február 20.                                                                                       | 6                                                 | Sebastian Vettel                                  | Ferrari                                           | 1:18,154                                          | +1,063                                            | 73                                                |
| február 20.                                                                                       | 7                                                 | George Russell                                    | Williams-Mercedes                                 | 1:18,266                                          | +1,175                                            | 116                                               |
| február 20.                                                                                       | 8                                                 | Charles Leclerc                                   | Ferrari                                           | 1:18,335                                          | +1,244                                            | 49                                                |
| február 20.                                                                                       | 9                                                 | Lewis Hamilton                                    | Mercedes                                          | 1:18,387                                          | +1,296                                            | 106                                               |
| február 20.                                                                                       | 10                                                | Lando Norris                                      | McLaren-Renault                                   | 1:18,474                                          | +1,383                                            | 137                                               |
| február 20.                                                                                       | 11                                                | Romain Grosjean                                   | Haas-Ferrari                                      | 1:18,496                                          | +1,405                                            | 158                                               |
| február 20.                                                                                       | 12                                                | Esteban Ocon                                      | Renault                                           | 1:18,557                                          | +1,466                                            | 52                                                |
| február 20.                                                                                       | 13                                                | Valtteri Bottas                                   | Mercedes                                          | 1:19,307                                          | +2,216                                            | 77                                                |
| Forrás                                                                                            |                                                   |                                                   |                                                   |                                                   |                                                   |                                                   |
| február 21.                                                                                       | 1                                                 | Valtteri Bottas                                   | Mercedes                                          | 1:15,732                                          | –                                                 | 65                                                |
| február 21.                                                                                       | 2                                                 | Lewis Hamilton                                    | Mercedes                                          | 1:16,516                                          | +0,784                                            | 73                                                |
| február 21.                                                                                       | 3                                                 | Esteban Ocon                                      | Renault                                           | 1:17,102                                          | +1,370                                            | 76                                                |
| február 21.                                                                                       | 4                                                 | Lance Stroll                                      | Racing Point-Mercedes                             | 1:17,338                                          | +1,606                                            | 116                                               |
| február 21.                                                                                       | 5                                                 | Danyiil Kvjat                                     | AlphaTauri-Honda                                  | 1:17,427                                          | +1,695                                            | 62                                                |
| február 21.                                                                                       | 6                                                 | Antonio Giovinazzi                                | Alfa Romeo-Ferrari                                | 1:17,469                                          | +1,737                                            | 152                                               |
| február 21.                                                                                       | 7                                                 | Daniel Ricciardo                                  | Renault                                           | 1:17,574                                          | +1,842                                            | 93                                                |
| február 21.                                                                                       | 8                                                 | Max Verstappen                                    | Red Bull-Honda                                    | 1:17,636                                          | +1,904                                            | 86                                                |
| február 21.                                                                                       | 9                                                 | Pierre Gasly                                      | AlphaTauri-Honda                                  | 1:17,783                                          | +2,051                                            | 59                                                |
| február 21.                                                                                       | 10                                                | Alexander Albon                                   | Red Bull-Honda                                    | 1:18,154                                          | +2,422                                            | 83                                                |
| február 21.                                                                                       | 11                                                | Carlos Sainz Jr.                                  | McLaren-Renault                                   | 1:18,274                                          | +2,542                                            | 76                                                |
| február 21.                                                                                       | 12                                                | Romain Grosjean                                   | Haas-Ferrari                                      | 1:18,380                                          | +2,648                                            | 48                                                |
| február 21.                                                                                       | 13                                                | Sebastian Vettel                                  | Ferrari                                           | 1:18,384                                          | +2,652                                            | 100                                               |
| február 21.                                                                                       | 14                                                | Lando Norris                                      | McLaren-Renault                                   | 1:18,454                                          | +2,722                                            | 49                                                |
| február 21.                                                                                       | 15                                                | Nicholas Latifi                                   | Williams-Mercedes                                 | 1:19,004                                          | +3,272                                            | 72                                                |
| február 21.                                                                                       | 16                                                | Kevin Magnussen                                   | Haas-Ferrari                                      | 1:19,709                                          | +3,977                                            | 4                                                 |
| Forrás                                                                                            |                                                   |                                                   |                                                   |                                                   |                                                   |                                                   |

| Barcelona, Spanyolország (2. előszezoni teszthét)                                                  | Barcelona, Spanyolország (2. előszezoni teszthét) | Barcelona, Spanyolország (2. előszezoni teszthét) | Barcelona, Spanyolország (2. előszezoni teszthét) | Barcelona, Spanyolország (2. előszezoni teszthét) | Barcelona, Spanyolország (2. előszezoni teszthét) | Barcelona, Spanyolország (2. előszezoni teszthét) |
| -------------------------------------------------------------------------------------------------- | ------------------------------------------------- | ------------------------------------------------- | ------------------------------------------------- | ------------------------------------------------- | ------------------------------------------------- | ------------------------------------------------- |
| Időjárás: február 26. – száraz, napos • február 27. – száraz, napos • február 28. – száraz, felhős |                                                   |                                                   |                                                   |                                                   |                                                   |                                                   |
| Dátum                                                                                              | Hely.                                             | Versenyző                                         | Csapat/motor                                      | Idő                                               | Kül.                                              | Kör                                               |
| február 26.                                                                                        | 1                                                 | Robert Kubica                                     | Alfa Romeo-Ferrari                                | 1:16,942                                          | –                                                 | 53                                                |
| február 26.                                                                                        | 2                                                 | Max Verstappen                                    | Red Bull-Honda                                    | 1:17,347                                          | +0,405                                            | 83                                                |
| február 26.                                                                                        | 3                                                 | Sergio Pérez                                      | Racing Point-Mercedes                             | 1:17,428                                          | +0,486                                            | 84                                                |
| február 26.                                                                                        | 4                                                 | Danyiil Kvjat                                     | AlphaTauri-Honda                                  | 1:17,456                                          | +0,514                                            | 61                                                |
| február 26.                                                                                        | 5                                                 | Pierre Gasly                                      | AlphaTauri-Honda                                  | 1:17,540                                          | +0,598                                            | 25                                                |
| február 26.                                                                                        | 6                                                 | Alexander Albon                                   | Red Bull-Honda                                    | 1:17,550                                          | +0,608                                            | 29                                                |
| február 26.                                                                                        | 7                                                 | Lewis Hamilton                                    | Mercedes                                          | 1:17,562                                          | +0,620                                            | 89                                                |
| február 26.                                                                                        | 8                                                 | Lance Stroll                                      | Racing Point-Mercedes                             | 1:17,787                                          | +0,845                                            | 43                                                |
| február 26.                                                                                        | 9                                                 | Valtteri Bottas                                   | Mercedes                                          | 1:18,100                                          | +1,158                                            | 90                                                |
| február 26.                                                                                        | 10                                                | Sebastian Vettel                                  | Ferrari                                           | 1:18,113                                          | +1,171                                            | 84                                                |
| február 26.                                                                                        | 11                                                | Daniel Ricciardo                                  | Renault                                           | 1:18,214                                          | +1,272                                            | 53                                                |
| február 26.                                                                                        | 12                                                | Carlos Sainz Jr.                                  | McLaren-Renault                                   | 1:18,221                                          | +1,279                                            | 46                                                |
| február 26.                                                                                        | 13                                                | Charles Leclerc                                   | Ferrari                                           | 1:18,244                                          | +1,302                                            | 80                                                |
| február 26.                                                                                        | 14                                                | Nicholas Latifi                                   | Williams-Mercedes                                 | 1:18,300                                          | +1,358                                            | 48                                                |
| február 26.                                                                                        | 15                                                | George Russell                                    | Williams-Mercedes                                 | 1:18,535                                          | +1,593                                            | 58                                                |
| február 26.                                                                                        | 16                                                | Romain Grosjean                                   | Haas-Ferrari                                      | 1:18,670                                          | +1,728                                            | 107                                               |
| február 26.                                                                                        | 17                                                | Lando Norris                                      | McLaren-Renault                                   | 1:18,826                                          | +1,884                                            | 56                                                |
| február 26.                                                                                        | 18                                                | Kimi Räikkönen                                    | Alfa Romeo-Ferrari                                | 1:19,515                                          | +2,573                                            | 51                                                |
| február 26.                                                                                        | 19                                                | Esteban Ocon                                      | Renault                                           | 1:21,542                                          | +4,600                                            | 74                                                |
| Forrás                                                                                             |                                                   |                                                   |                                                   |                                                   |                                                   |                                                   |
| február 27.                                                                                        | 1                                                 | Sebastian Vettel                                  | Ferrari                                           | 1:16,841                                          | –                                                 | 144                                               |
| február 27.                                                                                        | 2                                                 | Pierre Gasly                                      | AlphaTauri-Honda                                  | 1:17,066                                          | +0,225                                            | 138                                               |
| február 27.                                                                                        | 3                                                 | Lance Stroll                                      | Racing Point-Mercedes                             | 1:17,118                                          | +0,277                                            | 130                                               |
| február 27.                                                                                        | 4                                                 | Nicholas Latifi                                   | Williams-Mercedes                                 | 1:17,313                                          | +0,472                                            | 158                                               |
| február 27.                                                                                        | 5                                                 | Lando Norris                                      | McLaren-Renault                                   | 1:17,573                                          | +0,732                                            | 112                                               |
| február 27.                                                                                        | 6                                                 | Max Verstappen                                    | Red Bull-Honda                                    | 1:17,738                                          | +0,897                                            | 31                                                |
| február 27.                                                                                        | 7                                                 | Valtteri Bottas                                   | Mercedes                                          | 1:17,985                                          | +1,144                                            | 47                                                |
| február 27.                                                                                        | 8                                                 | Esteban Ocon                                      | Renault                                           | 1:18,013                                          | +1,172                                            | 37                                                |
| február 27.                                                                                        | 9                                                 | Kevin Magnussen                                   | Haas-Ferrari                                      | 1:18,225                                          | +1,384                                            | 110                                               |
| február 27.                                                                                        | 10                                                | Alexander Albon                                   | Red Bull-Honda                                    | 1:18,393                                          | +1,552                                            | 60                                                |
| február 27.                                                                                        | 11                                                | Daniel Ricciardo                                  | Renault                                           | 1:18,395                                          | +1,554                                            | 59                                                |
| február 27.                                                                                        | 12                                                | Antonio Giovinazzi                                | Alfa Romeo-Ferrari                                | 1:19,670                                          | +2,829                                            | 91                                                |
| február 27.                                                                                        | 13                                                | Lewis Hamilton                                    | Mercedes                                          | 1:22,425                                          | +5,584                                            | 14                                                |
| Forrás                                                                                             |                                                   |                                                   |                                                   |                                                   |                                                   |                                                   |
| február 28.                                                                                        | 1                                                 | Valtteri Bottas                                   | Mercedes                                          | 1:16,196                                          | –                                                 | 77                                                |
| február 28.                                                                                        | 2                                                 | Max Verstappen                                    | Red Bull-Honda                                    | 1:16,269                                          | +0,073                                            | 44                                                |
| február 28.                                                                                        | 3                                                 | Daniel Ricciardo                                  | Renault                                           | 1:16,276                                          | +0,080                                            | 65                                                |
| február 28.                                                                                        | 4                                                 | Charles Leclerc                                   | Ferrari                                           | 1:16,360                                          | +0,164                                            | 177                                               |
| február 28.                                                                                        | 5                                                 | Lewis Hamilton                                    | Mercedes                                          | 1:16,410                                          | +0,214                                            | 90                                                |
| február 28.                                                                                        | 6                                                 | Esteban Ocon                                      | Renault                                           | 1:16,433                                          | +0,237                                            | 71                                                |
| február 28.                                                                                        | 7                                                 | Sergio Pérez                                      | Racing Point-Mercedes                             | 1:16,634                                          | +0,438                                            | 153                                               |
| február 28.                                                                                        | 8                                                 | Carlos Sainz Jr.                                  | McLaren-Renault                                   | 1:16,820                                          | +0,624                                            | 159                                               |
| február 28.                                                                                        | 9                                                 | George Russell                                    | Williams-Mercedes                                 | 1:16,871                                          | +0,675                                            | 143                                               |
| február 28.                                                                                        | 10                                                | Danyiil Kvjat                                     | AlphaTauri-Honda                                  | 1:16,914                                          | +0,718                                            | 157                                               |
| február 28.                                                                                        | 11                                                | Romain Grosjean                                   | Haas-Ferrari                                      | 1:17,037                                          | +0,841                                            | 86                                                |
| február 28.                                                                                        | 12                                                | Kimi Räikkönen                                    | Alfa Romeo-Ferrari                                | 1:17,415                                          | +1,219                                            | 115                                               |
| február 28.                                                                                        | 13                                                | Kevin Magnussen                                   | Haas-Ferrari                                      | 1:17,495                                          | +1,299                                            | 25                                                |
| február 28.                                                                                        | 14                                                | Alexander Albon                                   | Red Bull-Honda                                    | 1:17,803                                          | +1,607                                            | 59                                                |
| Forrás                                                                                             |                                                   |                                                   |                                                   |                                                   |                                                   |                                                   |

| Abu-Dzabi, Egyesült Arab Emírségek (fiatal pilóták utószezoni tesztje) | Abu-Dzabi, Egyesült Arab Emírségek (fiatal pilóták utószezoni tesztje) | Abu-Dzabi, Egyesült Arab Emírségek (fiatal pilóták utószezoni tesztje) | Abu-Dzabi, Egyesült Arab Emírségek (fiatal pilóták utószezoni tesztje) | Abu-Dzabi, Egyesült Arab Emírségek (fiatal pilóták utószezoni tesztje) | Abu-Dzabi, Egyesült Arab Emírségek (fiatal pilóták utószezoni tesztje) | Abu-Dzabi, Egyesült Arab Emírségek (fiatal pilóták utószezoni tesztje) |
| ---------------------------------------------------------------------- | ---------------------------------------------------------------------- | ---------------------------------------------------------------------- | ---------------------------------------------------------------------- | ---------------------------------------------------------------------- | ---------------------------------------------------------------------- | ---------------------------------------------------------------------- |
| Időjárás: december 15. – száraz, napos                                 |                                                                        |                                                                        |                                                                        |                                                                        |                                                                        |                                                                        |
| Dátum                                                                  | Hely.                                                                  | Versenyző                                                              | Csapat/motor                                                           | Idő                                                                    | Kül.                                                                   | Kör                                                                    |
| december 15.                                                           | 1                                                                      | Fernando Alonso                                                        | Renault                                                                | 1:36,333                                                               | –                                                                      | 105                                                                    |
| december 15.                                                           | 2                                                                      | Nyck de Vries                                                          | Mercedes                                                               | 1:36,595                                                               | +0,262                                                                 | 110                                                                    |
| december 15.                                                           | 3                                                                      | Stoffel Vandoorne                                                      | Mercedes                                                               | 1:36,840                                                               | +0,507                                                                 | 82                                                                     |
| december 15.                                                           | 4                                                                      | Robert Kubica                                                          | Alfa Romeo-Ferrari                                                     | 1:37,446                                                               | +1,113                                                                 | 89                                                                     |
| december 15.                                                           | 5                                                                      | Cunoda Júki                                                            | AlphaTauri-Honda                                                       | 1:37,557                                                               | +1,224                                                                 | 123                                                                    |
| december 15.                                                           | 6                                                                      | Jüri Vips                                                              | Red Bull-Honda                                                         | 1:37,770                                                               | +1,437                                                                 | 101                                                                    |
| december 15.                                                           | 7                                                                      | Antonio Fuoco                                                          | Ferrari                                                                | 1:37,817                                                               | +1,484                                                                 | 126                                                                    |
| december 15.                                                           | 8                                                                      | Callum Ilott                                                           | Alfa Romeo-Ferrari                                                     | 1:37,826                                                               | +1,493                                                                 | 93                                                                     |
| december 15.                                                           | 9                                                                      | Csou Kuan-jü                                                           | Renault                                                                | 1:37,902                                                               | +1,569                                                                 | 98                                                                     |
| december 15.                                                           | 10                                                                     | Jack Aitken                                                            | Williams-Mercedes                                                      | 1:38,153                                                               | +1,820                                                                 | 78                                                                     |
| december 15.                                                           | 11                                                                     | Robert Svarcman                                                        | Ferrari                                                                | 1:38,157                                                               | +1,824                                                                 | 129                                                                    |
| december 15.                                                           | 12                                                                     | Sébastien Buemi                                                        | Red Bull-Honda                                                         | 1:38,284                                                               | +1,951                                                                 | 77                                                                     |
| december 15.                                                           | 13                                                                     | Szató Marino                                                           | AlphaTauri-Honda                                                       | 1:38,495                                                               | +2,162                                                                 | 127                                                                    |
| december 15.                                                           | 14                                                                     | Roy Nissany                                                            | Williams-Mercedes                                                      | 1:39,800                                                               | +3,467                                                                 | 75                                                                     |
| december 15.                                                           | 15                                                                     | Mick Schumacher                                                        | Haas-Ferrari                                                           | 1:39,947                                                               | +3,614                                                                 | 125                                                                    |
| Forrás                                                                 |                                                                        |                                                                        |                                                                        |                                                                        |                                                                        |                                                                        |

## Csapatok
| Csapat                            | Konstruktőr           | Motor    | Gumi | Rajtszám | Versenyző(k)       | Versenyek   | Tesztversenyző(k)                         |
| --------------------------------- | --------------------- | -------- | ---- | -------- | ------------------ | ----------- | ----------------------------------------- |
| Mercedes-AMG Petronas Motorsport  | Mercedes              | Mercedes | P    | 44       | Lewis Hamilton     | 1–15, 17    | Stoffel Vandoorne[A] Esteban Gutiérrez[A] |
| Mercedes-AMG Petronas Motorsport  | Mercedes              | Mercedes | P    | 63       | George Russell     | 16          | Stoffel Vandoorne[A] Esteban Gutiérrez[A] |
| Mercedes-AMG Petronas Motorsport  | Mercedes              | Mercedes | P    | 77       | Valtteri Bottas    | 1–17        | Stoffel Vandoorne[A] Esteban Gutiérrez[A] |
| Scuderia Ferrari Mission Winnow   | Ferrari               | Ferrari  | P    | 5        | Sebastian Vettel   | 1–17        | Antonio Giovinazzi Pascal Wehrlein        |
| Scuderia Ferrari Mission Winnow   | Ferrari               | Ferrari  | P    | 16       | Charles Leclerc    | 1–17        | Antonio Giovinazzi Pascal Wehrlein        |
| Aston Martin Red Bull Racing      | Red Bull Racing-Honda | Honda    | P    | 23       | Alexander Albon    | 1–17        | Sérgio Sette Câmara[B] Sébastien Buemi[B] |
| Aston Martin Red Bull Racing      | Red Bull Racing-Honda | Honda    | P    | 33       | Max Verstappen     | 1–17        | Sérgio Sette Câmara[B] Sébastien Buemi[B] |
| McLaren F1 Team                   | McLaren-Renault       | Renault  | P    | 4        | Lando Norris       | 1–17        | Paul di Resta                             |
| McLaren F1 Team                   | McLaren-Renault       | Renault  | P    | 55       | Carlos Sainz Jr.   | 1–17        | Paul di Resta                             |
| Renault DP World F1 Team          | Renault               | Renault  | P    | 3        | Daniel Ricciardo   | 1–17        | Szergej Szirotkin Csou Kuan-jü            |
| Renault DP World F1 Team          | Renault               | Renault  | P    | 31       | Esteban Ocon       | 1–17        | Szergej Szirotkin Csou Kuan-jü            |
| Scuderia AlphaTauri Honda         | AlphaTauri-Honda      | Honda    | P    | 10       | Pierre Gasly       | 1–17        |                                           |
| Scuderia AlphaTauri Honda         | AlphaTauri-Honda      | Honda    | P    | 26       | Danyiil Kvjat      | 1–17        |                                           |
| BWT Racing Point Formula One Team | Racing Point-Mercedes | Mercedes | P    | 11       | Sergio Pérez       | 1–3, 6–17   |                                           |
| BWT Racing Point Formula One Team | Racing Point-Mercedes | Mercedes | P    | 18       | Lance Stroll       | 1–10, 12–17 |                                           |
| BWT Racing Point Formula One Team | Racing Point-Mercedes | Mercedes | P    | 27       | Nico Hülkenberg    | 4–5, 11     |                                           |
| Alfa Romeo Racing ORLEN           | Alfa Romeo-Ferrari    | Ferrari  | P    | 7        | Kimi Räikkönen     | 1–17        | Robert Kubica Marcus Ericsson             |
| Alfa Romeo Racing ORLEN           | Alfa Romeo-Ferrari    | Ferrari  | P    | 99       | Antonio Giovinazzi | 1–17        | Robert Kubica Marcus Ericsson             |
| Haas F1 Team                      | Haas-Ferrari          | Ferrari  | P    | 8        | Romain Grosjean    | 1–15        | Pietro Fittipaldi Louis Delétraz          |
| Haas F1 Team                      | Haas-Ferrari          | Ferrari  | P    | 20       | Kevin Magnussen    | 1–17        | Pietro Fittipaldi Louis Delétraz          |
| Haas F1 Team                      | Haas-Ferrari          | Ferrari  | P    | 51       | Pietro Fittipaldi  | 16–17       | Pietro Fittipaldi Louis Delétraz          |
| Williams Racing                   | Williams-Mercedes     | Mercedes | P    | 6        | Nicholas Latifi    | 1–17        | Jack Aitken Roy Nissany                   |
| Williams Racing                   | Williams-Mercedes     | Mercedes | P    | 63       | George Russell     | 1–15, 17    | Jack Aitken Roy Nissany                   |
| Williams Racing                   | Williams-Mercedes     | Mercedes | P    | 89       | Jack Aitken        | 16          | Jack Aitken Roy Nissany                   |

### Pénteki tesztpilóták
Az alábbi táblázat azokat a tesztpilótákat sorolja fel, akik lehetőséget kaptak a szezon folyamán, hogy pénteki szabadedzéseken az autóba üljenek.
Megjegyzés: az Eifel nagydíj első két szabadedzését nem rendezték meg, így bár Mick Schumacher és Callum Ilott hivatalosan nevezve voltak pénteki tesztpilótaként, egyikük sem ülhetett autóba.
| Csapat             | Rajtszám | Pilóta          | Futam(ok)                               | Forrás(ok)                              |
| ------------------ | -------- | --------------- | --------------------------------------- | --------------------------------------- |
| Williams-Mercedes  | 40       | Jack Aitken     | 2 (STY)                                 | [ 106 ]                                 |
| Williams-Mercedes  | 40       | Roy Nissany     | 6, 8, 15 (ESP, ITA, BHR)                | [ 107 ] [ 108 ] [ 109 ]                 |
| Alfa Romeo-Ferrari | 88       | Robert Kubica   | 2–3, 5, 15, 17 (STY, HUN, 70, BHR, UAE) | [ 110 ] [ 111 ] [ 112 ] [ 113 ] [ 114 ] |
| Alfa Romeo-Ferrari | 37       | Mick Schumacher | 11 (EIF)                                | [ 115 ]                                 |
| Haas-Ferrari       | 50       | Callum Ilott    | 11 (EIF)                                | [ 116 ] [ 117 ]                         |
| Haas-Ferrari       | 50       | Mick Schumacher | 17 (UAE)                                | [ 118 ]                                 |

## Versenynaptár
Ebben az évben rekordnak számító 22 futamra került volna sor, ám a 2020 januárjában kitört koronavírus-járvány miatt februárban az eredeti időpontjában (április 17–19.) tartott kínai nagydíjat elhalasztották, majd a szezon rajtja előtt közvetlenül az idénynyitó ausztrál, a bahreini és vietnámi futamot is lefújták a szervezők.
Március 19-én a Nemzetközi Automobil Szövetség (FIA) bejelentette, hogy a spanyol és a holland versenyeket is elhalasztották, továbbá a monacói nagydíjat törölték, így már csak 13 futamra csökkent a szezon hossza. A holland verseny 35 év kihagyást követően tért volna vissza Zandvoortba.
Március 23-án újabb bejelentés történt, miszerint az azeri nagydíjat is elnapolták, majd pedig a francia nagydíj törlésre került.
Április 7-én a szervezőkkel közösen egyeztetve a bajnokság vezetősége kimondta, hogy a kanadai nagydíjat is el kell halasztani a vírushelyzet miatt. Később a vietnámi nagydíj Hanoi Street Circuit utcai versenypályája is erre a sorsa jutott, amely ebben az évben mutatkozott volna be a száguldó cirkusz naptárjában.
Ezzel szemben (egyes futamok ideiglenes kiesése, valamint a törölt nagydíjak mellett) egy másik, 2019-ben még a naptárban lévő futam, a német nagydíj sem került megrendezésre 2020-ban. (Ennek ellenére Németországban végül rendeztek versenyt ebben az évben a Nürburgringen, ám az a futam az Eifel nagydíj elnevezést kapta.)
2020 júniusában adták ki az új ideiglenes versenynaptárat, amely csak az európai futamokat tartalmazta. Az ázsiai és tengerentúli futamok megrendezése ekkor még kérdéses volt. Ausztriában és Nagy-Britanniában két-két versenyt is rendeztek a szervezők, a szokásos osztrák és brit nagydíj mellett stájer nagydíjjal és a bajnokság létrejöttének 70. évfordulójának emlékére tartott nagydíjjal.
Július 24-én újabb három futam megrendezését jelentették be a sorozat hivatalos honlapján. Októberben a Nürburgringen és Portimãóban, november elsején pedig Imolában tartottak versenyt. Ugyanekkor az is véglegessé vált, hogy ebben az évben nem lehet futamot rendezni Brazíliában, az Egyesült Államokban, Mexikóban és Kanadában.
Augusztus 25-én bejelentették a naptár végleges verzióját. 2011 után újra Formula–1-es futamot rendezhetett Törökország, ezután Bahreinbe látogatott el a mezőny, ahol két futamot rendeztek meg. A szezon december 13-án ért véget Abu-Dzabiban. Augusztus 26-án végleg törölték a vietnámi nagydíjat.
Másodszor fordult elő a Formula–1 történelmében, hogy egy ország egy éven belül három különböző versenyt rendezzen, nevezetesen Olaszország az olasz (Monza), toszkán (Mugello) és emilia-romagnai (Imola) nagydíjakat. Erre korábban egyedül 1982-ben volt példa, akkor az Amerikai Egyesült Államok területén rendeztek egy évben három futamot.
| Verseny | Hivatalos név                                                 | Nagydíj                 | Pálya                                              | Város       | Dátum          | Pályarajz     |
| ------- | ------------------------------------------------------------- | ----------------------- | -------------------------------------------------- | ----------- | -------------- | ------------- |
| 1       | Formula 1 myWorld Grosser Preis Von Österreich 2020           | Osztrák nagydíj         | Red Bull Ring                                      | Spielberg   | július 5.      | Red Bull Ring |
| 2       | Formula 1 Pirelli Grosser Preis der Steiermark                | Stájer nagydíj          | Red Bull Ring                                      | Spielberg   | július 12.     | Red Bull Ring |
| 3       | Formula 1 Aramco Magyar Nagydij                               | Magyar nagydíj          | Hungaroring                                        | Mogyoród    | július 19.     | Mogyoród      |
| 4       | Formula 1 Pirelli British Grand Prix 2020                     | Brit nagydíj            | Silverstone                                        | Silverstone | augusztus 2.   | Silverstone   |
| 5       | Emirates Formula 1 70th Anniversary Grand Prix                | 70. évforduló nagydíj   | Silverstone                                        | Silverstone | augusztus 9.   | Silverstone   |
| 6       | Formula 1 Gran Premio De España 2020                          | Spanyol nagydíj         | Circuit de Barcelona-Catalunya                     | Barcelona   | augusztus 16.  | Barcelona     |
| 7       | Formula 1 Rolex Belgian Grand Prix 2020                       | Belga nagydíj           | Circuit de Spa-Francorchamps                       | Spa         | augusztus 30.  | Spa           |
| 8       | Formula 1 Gran Premio Heineken D'italia 2020                  | Olasz nagydíj           | Autodromo Nazionale di Monza                       | Monza       | szeptember 6.  | Monza         |
| 9       | Formula 1 Gran Premio Della Toscana Ferrari 1000 2020 Mugello | Toszkán nagydíj         | Autodromo Internazionale del Mugello               | Scarperia   | szeptember 13. | Mugello       |
| 10      | Formula 1 VTB Russian Grand Prix 2020                         | Orosz nagydíj           | Sochi International Street Circuit                 | Szocsi      | szeptember 27. | Szocsi        |
| 11      | Formula 1 Aramco Grosser Preis Der Eifel                      | Eifel nagydíj           | Nürburgring                                        | Nürburg     | október 11.    | Nürburgring   |
| 12      | Formula 1 Heineken Portuguese Grand Prix                      | Portugál nagydíj        | Algarve International Circuit                      | Portimão    | október 25.    | Portimão      |
| 13      | Formula 1 Emirates Gran Premio Dell'Emilia Romagna            | Emilia-romagnai nagydíj | Autodromo Enzo e Dino Ferrari                      | Imola       | november 1.    | Imola         |
| 14      | Formula 1 DHL Turkish Grand Prix 2020                         | Török nagydíj           | Isztambul Park                                     | Isztambul   | november 15.   | Istambul Park |
| 15      | Formula 1 Gulf Air Bahrain Grand Prix 2020                    | Bahreini nagydíj        | Bahrain International Circuit (Grand Prix Circuit) | Szahír      | november 29.   | Bahrein       |
| 16      | Formula 1 Rolex Sakhir Grand Prix 2020                        | Szahír nagydíj          | Bahrain International Circuit (Outer Circuit)      | Szahír      | december 6.    | Bahrein       |
| 17      | Formula 1 Etihad Airways Abu Dhabi Grand Prix 2020            | Abu-Dzabi nagydíj       | Yas Marina Circuit                                 | Abu-Dzabi   | december 13.   | Abu-Dzabi     |
| Forrás: |                                                               |                         |                                                    |             |                |               |

- Az alábbi versenyeket törölték a koronavírus-járvány miatt:

| Hivatalos név                                          | Nagydíj              | Pálya                          | Város        | Eredeti dátum  | Pályarajz   | Forrás  |
| ------------------------------------------------------ | -------------------- | ------------------------------ | ------------ | -------------- | ----------- | ------- |
| Formula 1 Rolex Australian Grand Prix 2020             | Ausztrál nagydíj     | Albert Park Grand Prix Circuit | Melbourne    | március 15.    | Melbourne   |         |
| Formula 1 VinFast Vietnam Grand Prix 2020              | Vietnámi nagydíj     | Hanoi Street Circuit           | Hanoi        | április 5.     |             | [ 130 ] |
| Formula 1 Heineken Chinese Grand Prix 2020             | Kínai nagydíj        | Shanghai International Circuit | Sanghaj      | április 19.    | Sanghaj     | [ 119 ] |
| Formula 1 Heineken Dutch Grand Prix 2020               | Holland nagydíj      | Circuit Park Zandvoort         | Zandvoort    | május 3.       |             |         |
| Formula 1 Grand Prix De Monaco 2020                    | Monacói nagydíj      | Circuit de Monaco              | Monte-Carlo  | május 24.      | Monte-Carlo |         |
| Formula 1 Grand Prix De France 2020                    | Francia nagydíj      | Circuit Paul Ricard            | Le Castellet | június 28.     | Paul Ricard |         |
| Formula 1 Azerbaijan Grand Prix 2020                   | Azeri nagydíj        | Baku City Circuit              | Baku         | június 7.      |             | [ 135 ] |
| Formula 1 Singapore Airlines Singapore Grand Prix 2020 | Szingapúri nagydíj   | Marina Bay Street Circuit      | Szingapúr    | szeptember 20. | Szingapúr   | [ 135 ] |
| Formula 1 Pirelli Japanese Grand Prix 2020             | Japán nagydíj        | Suzuka Circuit                 | Szuzuka      | október 11.    | Suzuka      | [ 135 ] |
| Formula 1 Grand Prix Du Canada 2020                    | Kanadai nagydíj      | Circuit Gilles Villeneuve      | Montréal     | június 14.     | Montreal    | [ 136 ] |
| Formula 1 United States Grand Prix 2020                | Amerikai nagydíj     | Circuit of the Americas        | Austin       | október 25.    | Austin      | [ 136 ] |
| Formula 1 Gran Premio De La Ciudad De México 2020      | Mexikóvárosi nagydíj | Autódromo Hermanos Rodríguez   | Mexikóváros  | november 1.    | Mexikóváros | [ 136 ] |
| Formula 1 Grande Prêmio Do Brasil 2020                 | Brazil nagydíj       | Autódromo José Carlos Pace     | São Paulo    | november 15.   | São Paulo   | [ 136 ] |

## A szezon menete

### Osztrák nagydíj

Red Bull Ring

A világbajnokság első futamát, az osztrák nagydíjat 2020. július 5-én rendezték meg Spielbergben. A versenypályán egy kör 4,318 km, a verseny 71 körös volt.
A futamot megelőzően az eredetileg második rajtkockába kvalifikáló Hamiltont három rajthely büntetéssel sújtották. Az élről rajtoló Bottas jól kapta el a rajtot, mögötte pedig Verstappen és Norris, valamint Albon és Hamilton csatázott, de helycsere nem történt. Bottas a negyedik körre már 2 és fél másodperces előnyt autózott ki Verstappennel szemben, míg Albon megelőzte Norrist és felzárkózott a harmadik pozícióba. A 10. körben Bottas, Verstappen, Albon, Hamilton, Norris, Pérez, Leclerc, Sainz, Stroll és Vettel volt a pontszerzők sorrendje, de nem sokkal később Hamilton megelőzte Albont, míg Verstappen autójának technikai problémája akadt, így a hollandnak fel kellett adnia a versenyt. A következő tíz körben a két Mercedes-versenyző fokozatosan ellépett a mezőnytől, míg a 17. körben Ricciardo autója hibásodott meg, majd a 21. körben Stroll szintén technikai hiba miatt a pontszerző 9. helyről volt kénytelen kiállni. A 26. körben Magnussen fékprobléma okozta kiesését követően a versenyfelügyelők pályára küldték a Safety Cart, amely a 30. kör végéig maradt a mezőny élén. Ez idő alatt több csapat is végrehajtotta kerékcseréit, majd az újraindulást követően Pérez előzte meg Norrist és lépett fel a negyedik helyre. A 47. körben a két Mercedes között másfél másodperc volt a távolság, őket azonban már több mint tíz másodperccel követte Albon, Pérez, Norris és Leclerc. Az 50. kört követően rövid időn belül kétszer is újra be kellett küldeni a biztonsági autót (előbb Russell műszaki hibája, majd Kimi Räikkönen balesete miatt), amely a 60. körben hagyta el végleg a pályát. Az ekkor lágy gumikon lévő Albon lényegesen gyorsabb versenytempót produkált, mint Hamilton és Bottas, azonban előzési kísérlete közben összeütközött a címvédővel és visszaesett a mezőny végére. Az esetért Hamiltont találta felelősnek a versenyt felügyelő sportfelügyelői testület, és öt másodpercre megbüntette a britet baleset okozásáért. A 66. körben Leclerc már a 3. helyen autózott, miközben Pérezt szintén megbüntették öt másodpercre, miután túllépte a bokszutcai sebességkorlátozást. A 68. körben Albon feladta a futamot. Az idény első versenyét végül Bottas nyerte Hamilton előtt, de utóbbi büntetése miatt negyedik lett. Dobogós helyen végzett még Leclerc és Norris, pontot szerzett Sainz, Pérez, Gasly, Ocon, Giovinazzi és Vettel.
| Pozíció | #  | Pilóta          | Csapat/Motor    |
| ------- | -- | --------------- | --------------- |
| 1       | 77 | Valtteri Bottas | Mercedes        |
| 2       | 16 | Charles Leclerc | Ferrari         |
| 3       | 4  | Lando Norris    | McLaren-Renault |

### Stájer nagydíj

Red Bull Ring

A világbajnokság második futamát, a stájer nagydíjat 2020. július 12-én rendezték meg Spielbergben. A versenypályán egy kör 4,318 km, a verseny 71 körös volt.
A rajtot követően az élről induló Hamilton megőrizte vezető helyét, az első kör közepén azonban a Ferrari két versenyzője, Vettel és Leclerc összeütközött egymással, aminek következtében pályára küldték a biztonsági autót, és mindkét pilóta feladni kényszerült a futamot. A 4. körben az előző napi időmérő edzésen a Williamsszel bravúrosan szereplő George Russell kicsúszott az egyik kanyarban és egészen a mezőny végére esett vissza, míg két körrel később Bottas előzte meg a harmadik helyen haladó Sainzot. A verseny ezt követő időszakában az élen autózó Hamilton fokozatosan egyre nagyobb előny épített fel Verstappennel és csapattársával, Botasszal szemben. A második helyezett holland a 25. körben kezdte meg a kerékcserék sorát, Hamilton három körrel később hajtott a bokszutcába új abroncsokért. A 39. körben Hamilton, Verstappen, Bottas, Pérez, Norris, Albon, Ricciardo, Stroll, Sainz és Giovinazzi volt a pontszerzők sorrendje. A 40. körben a kerékcseréjéről a pályára visszatérő Sergio Pérezt előzte meg Norris, azonban a mexikói azonnal visszatámadott és látványos előzéssel vette vissza a pozícióját. Pérez az ezt követő körökben előbb csapattársát, majd Ricciardót is megelőzte és felzárkőzott a 6. helyre. A futam utolsó harmadában a két Racing Point és a két McLaren pilóta egymással vívott a jobb helyezésekért, míg az élmezőnyben Bottas egyre jobban megközelítette Verstappent. A finn végül megelőzte a Red Bull versenyzőjét, aki az utolsó körök előtt kiállt friss lágy gumikért, hogy így akarván megfutni a plusz egy pontot érő leggyorsabb kört. A verseny hajrájában Pérez és Albon összeért a mexikói előzési kísérleténél, akinek megsérült az első szárnyának egy része, aminek következtében tempója alaposan visszaesett és az utolsó körben Norris is megelőzte. A versenyt Hamilton nyerte Bottas és Verstappen előtt, pontot szerzett még Albon, Norris, Pérez, Stroll, Ricciardo, Sainz és Kvjat.
| Pozíció | #  | Pilóta          | Csapat/Motor   |
| ------- | -- | --------------- | -------------- |
| 1       | 44 | Lewis Hamilton  | Mercedes       |
| 2       | 77 | Valtteri Bottas | Mercedes       |
| 3       | 33 | Max Verstappen  | Red Bull-Honda |

### Magyar nagydíj

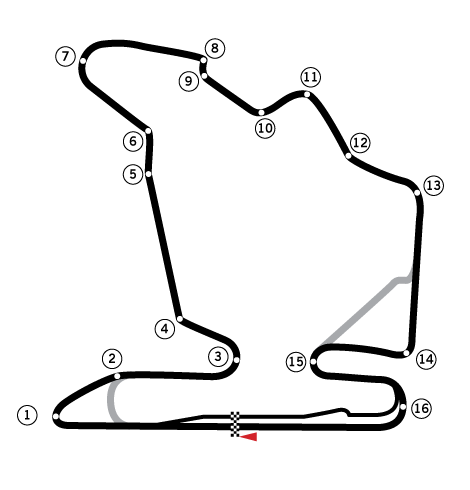
Hungaroring

A világbajnokság harmadik futamát, a magyar nagydíjat 2020. július 19-én rendezték a Hungaroringen, Mogyoródon. A pályán egy kör 4,381 km, a verseny 70 körös volt.
A futam előtt a rajtrácsra hajtva Verstappen a pálya 12-es számú kanyarjában kicsúszott és összetörte a Red Bullt, de a csapat szerelői végül újjáépítették a holland autóját a rajtprocedúra kezdetére, így felállhatott az előző nap elért 7. rajtkockába. A rajtnál a második helyről induló Bottas előbb úgy tűnt, hogy kiugrott, majd az autója visszafulladt, így egészen a hatodik helyre esett vissza. Az élről rajtoló Hamilton megtartotta vezető helyét, mögötte a harmadik pozícióból induló Lance Stroll, majd Verstappen következett. A futam első köreiben többen a bokszutcába hajtottak, miután a pálya folyamatosan elkezdett felszáradni, a jó időben cserélő két Haas-pilóta, Magnussen és Grosjean pedig az élmezőnyben, a 3. és 4. helyen találta magát. A 7. körben Stroll előzte meg a dán versenyzőt és lépett fel a harmadik helyre, miközben hátrébb a pontszerző helyeken Leclerc és Bottas vívtak egymással. A 12. körben a finn fellépett az ötödik helyre, miközben a bokszutcában Sainz és az addig nagyszerű versenyt teljesítő Nicholas Latifi ütközött össze, aminek következtében a kanadai újonc a mezőny végére esett vissza. Magnussen sokáig dobogós helyen haladt a Haas-szal, de a 16. körben előbb a kerékcseréjén túleső Stroll, majd két körrel később Bottas is megelőzte. A futam középső szakaszában érdemi változás a sorrendben nem történt, és bár több csapatnál is esőt jósoltak erre az időszakra, az végül nem érkezett meg a pálya fölé. A 32. körben Leclerc és Norris vívott látványos csatát, és bár a brit megelőzte, a Ferrari versenyzője kétszer is látványosan korrigálta az elhasznált abroncsokon csúszkáló autóját. A kerékcserék második szakaszát követően Bottas volt a leggyorsabb a mezőnyben és miután megelőzte Strollt, egyre jobban felzárkózott a második helyen autózó Verstappenre, akit a 47. körre ért utol. Előznie azonban nem sikerült, így a Mercedes kihívta egy újabb kerékcserére a finnt, aki így az utolsó húsz körben friss kemény keverékű gumikon próbálhatta meg utolérni a hollandot. Tíz körrel a futam vége előtt Hamilton, Verstappen, Bottas, Stroll, Vettel, Albon, Pérez, Ricciardo, Magnussen és Leclerc volt a pontszerzők sorrendje. A 61. körben Sainz előzte meg Leclerc-t, és lépett fel az egy pontot érő pozícióba, miközben Bottas egyre közelebb került Verstappenhez. A 67. körben a jelentős előnnyel vezető Hamilton új, lágy abroncsokat kapott, amivel megfutotta a plusz egy pontot érő leggyorsabb kört, amellyel ráadásul új pályacsúcsot állított fel. Végül a címvédő nyerte a futamot Verstappen és Bottas előtt, pontot szerzett még Stroll, Albon, Vettel, Pérez, Ricciardo, Magnussen és Sainz. A két Haas-pilótát a futamot követően 10-10 másodperces időbüntetéssel sújtották, mivel szabálytalanul vettek igénybe segítséget a felvezető körükön, így Magnussen a 10., Grosjean pedig a 16. pozícióba esett vissza.
| Pozíció | #  | Pilóta          | Csapat/Motor   |
| ------- | -- | --------------- | -------------- |
| 1       | 44 | Lewis Hamilton  | Mercedes       |
| 2       | 33 | Max Verstappen  | Red Bull-Honda |
| 3       | 77 | Valtteri Bottas | Mercedes       |

### Brit nagydíj

Silverstone Circuit

A negyedik versenyt, a brit nagydíjat Silverstone-ban rendezték meg 2020. augusztus 2-án. A pályán egy kör 5,891 km, a verseny 52 körös volt.
A futamot megelőzően a pozitiv koronavírus-tesztet produkáló Pérezt helyettesítő Hülkenberg egy technikai hiba miatt nem tudott felállni a rajtrácsra és végül el sem tudott indulni a versenyen. A rajtot követően az első sorból induló Hamilton és Bottas megőrizte pozícióját, és bár Leclerc keményen támadta az első kanyarokban, Verstappen is maradt a harmadik helyen. Az első kör végén Magnussen törte össze a Haast, miután összeakadt Albonnal. Az esetet követően beküldték a biztonsági autót. A baleset okozásáért később a thai versenyző időbüntetést kapott és egészen a mezőny végére esett vissza. A Safety Car a 6. körben hagyta el a pályát, azonban hat körrel később a defektet kapó Kvjat is összetörte az autóját, így újabb biztonsági autós szakasz következett. Ez idő alatt a mezőny nagy része végrehajtotta a kerékcseréjét, egyedül Grosjean alkalmazott alternatív stratégiát, amivel egy ideig a Haas francia versenyzője a pontszerző helyeken haladt. A verseny a 19. körben folytatódott, ezt követően pedig a két Mercedes hamar jelentősebb előnyt épített ki a mezőnnyel szemben. A 23. körben Grosjeant előzte meg a két McLarenes, Sainz és Norris. A francia végül egészen a 37. körig a pályán tudott maradni használt abroncsain, de bokszkiállása után a mezőny végére esett vissza. A futam második harmada eseménytelenül, jelentős változás nélkül telt, az utolsó tíz kört megelőzően Hamilton, Bottas, Verstappen, Leclerc, Sainz, Norris, Ricciardo, Stroll, Ocon és Gasly volt a pontszerzők sorrendje. Két körrel a leintés előtt a második helyen autózó Bottas kapott defektet és miután majdnem egy teljes kört kellett megtennie, mire beért a bokszutcába, kerékcseréjét követően egészen a 12. helyig esett vissza. Az utolsó körben Sainz és az élen haladó Hamilton is defektet kapott, de amíg a spanyol versenyző az esetnek köszönhetően kiszorult a pontszerzők közül, addig a címvédő brit pilóta szinte három keréken haladva is megőrzött valamit tetemes előnyéből és pályafutása során rekordot jelentő hetedik alkalommal is megnyerte hazája nagydíját. Mögötte az utolsó körben a futam leggyorsabb körét is megfutó Verstappen és Leclerc állhatott még dobogóra, valamint pontot szerzett Ricciardo, Norris, Ocon, Gasly, Albon, Stroll és Vettel is.
| Pozíció | #  | Pilóta          | Csapat/Motor   |
| ------- | -- | --------------- | -------------- |
| 1       | 44 | Lewis Hamilton  | Mercedes       |
| 2       | 33 | Max Verstappen  | Red Bull-Honda |
| 3       | 16 | Charles Leclerc | Ferrari        |

### 70. évforduló nagydíj

Silverstone Circuit

Az ötödik versenyt, a 70. évforduló nagydíját Silverstone-ban rendezték meg 2020. augusztus 9-én. A pályán egy kör 5,891 km, a verseny 52 körös volt.
A 70. évforduló nagydíját Bottas kezdhette az élről, és pozícióját meg is tartotta a rajtot követően csapattársával, Hamiltonnal szemben. A negyedik helyről induló Verstappen megelőzte Hülkenberget és fellépett a két Mercedes-pilóta mögé, míg a nyolcadik rajtkockából startoló Vettel az egyik kanyarban kicsúszott és egészen a mezőny végére esett vissza. Az eltérő gumistratégián, és ezáltal eggyel keményebb keverékeken autózó Verstappen nem hagyta elszakadni az élen álló két Mercedest, sőt a 10. körben már a második helyért támadta Hamiltont. Öt körrel később az élen álló Bottas, majd Hamilton is kereket cserélt, így a holland átvette a vezetést. A 22. körben a Red Bull versenyzőjének már tizenöt másodperces előnye volt az élen, miközben az őt követő Bottas-Hamilton páros folyamatosan abroncsaik tapadásával, hőkezelésével bajlódott. Verstappen végül a 27. körben hajtott először a bokszutcába, és bár Bottas mögé tért vissza a pályára, rögtön vissza is vette a vezetést a finntől. A 32. körben az első két helyezett, Verstappen és Bottas egyszerre állt ki a második kerékcseréjére és ha kevéssel is, de előbbi meg tudta tartani pozícióját, csapata gyorsabb bokszutcai munkájának köszönhetően. Ideiglenesen Hamilton vette át az első helyet, de előnye folyamatosan csökkent Verstappennel szemben, és a 42. körben ő is megejtette második kerékcseréjét, aminek következtében a negyedik pozícióba esett vissza. A címvédő brit pilóta a 46. körben előbb a szintén alternatív, egy bokszkiállásos gumistratégiát választó Leclerct előzte meg, majd két körrel a futam leintése előtt csapattársát is maga mögé utasította. Verstappen végül magabiztos teljesítményt nyújtva szerezte meg szezonbeli első futamgyőzelmét, megelőzve a két Mercedest. Pontot szerzett még Leclerc, Albon, Stroll, Hülkenberg, Ocon, Norris és Kvjat.
| Pozíció | #  | Pilóta          | Csapat/Motor   |
| ------- | -- | --------------- | -------------- |
| 1       | 33 | Max Verstappen  | Red Bull-Honda |
| 2       | 44 | Lewis Hamilton  | Mercedes       |
| 3       | 77 | Valtteri Bottas | Mercedes       |

### Spanyol nagydíj

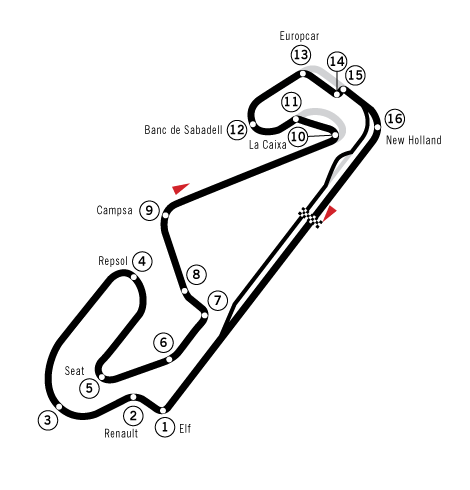
Circuit Catalunya

A világbajnokság hatodik versenyét, a spanyol nagydíjat 2020. augusztus 16-án, Barcelonában rendezték meg. A pálya hossza 4,655 km, a verseny 66 körös volt.
A rajtot követően a pole-pozícióból induló Hamilton megtartotta első helyét, azonban csapattársa, Bottas több pozíciót is vesztett az első kanyarokban, miután Verstappen és Stroll is megelőzte. Hamilton az első körökben már megpróbált egyre nagyobb előnyt kiépíteni az utána autózókkal szemben, Bottas azonban csak az 5. körben tudta megelőzni Strollt, ezzel visszaszerezve a harmadik helyet. A címvédő jól láthatóan visszafogott tempóban autózott az élen, ezzel is védve gumiabroncsait, és így tett mögötte Verstappen is. A futam első harmadához érkezve Hamilton növelt a versenytempóján és így fokozatosan ellépett az őt követő hollandtól, akivel szemben a 21. körben már nyolc másodperccel vezetett. A Red Bull gumistratégiája ezúttal nem működött olyan jól, mint egy futammal korábban, Verstappen állt ki először kerékcserére az élmezőnyből a 22. körben, míg a két mercedeses egy körrel később hajtott a bokszutcába friss abroncsokért. Ezt követően Bottas volt a leggyorsabb a pályán és bár az eseménytelen futam középső harmadát követően az élmezőnyből ismét Verstappen állt ki először kereket cserélni, a Mercedes ezúttal próbálta elnyújtani a második etapját. A 46. körben az élen álló Hamilton előnye 15 másodperc Bottas volt előtt, míg Verstappen további 17 másodperccel volt lemaradva a brittől. Három körrel később Bottas is kereket cserélt, de ő nem tudott annyi előnyt kiautózni, hogy Verstappen elé kerüljön, míg Hamilton második cseréjét követően is megtartotta vezető helyét. Az 54. körben a Racing Pointtal a két hetes kihagyását követően a negyedik helye autózó Pérez kapott öt másodperces időbüntetést a kék zászló figyelmen kívül hagyása miatt. Ugyanezen okokból nem sokkal később hasonló büntetést kapott a 12. helyen lévő Kvjat is. Az 59. körben Stroll előzte meg Vettelt, majd vette üldözőbe csapattársát a negyedik helyért. Bottas a verseny utólsó harmadában sem tudta nyomás alá helyezni Verstappent, így egy körrel a vége előtt a bokszutcába hajtott friss lágy gumiokért és megfutotta a verseny leggyorsabb körét, amellyel plusz egy pontot szerzett. A spanyol nagydíjat Hamilton nyerte Verstappen és Bottas előtt, pontot szerzett még Stroll, Pérez, Sainz, Vettel, Albon, Gasly és Norris. Pérez a büntetése miatt került a végelszámolásnál csapattársa mögé. Hamilton 156. dobogós helyezését érte el pályafutása során, ezzel megdöntötte Michael Schumacher vonatkozó rekordját.
| Pozíció | #  | Pilóta          | Csapat/Motor   |
| ------- | -- | --------------- | -------------- |
| 1       | 44 | Lewis Hamilton  | Mercedes       |
| 2       | 33 | Max Verstappen  | Red Bull-Honda |
| 3       | 77 | Valtteri Bottas | Mercedes       |

### Belga nagydíj

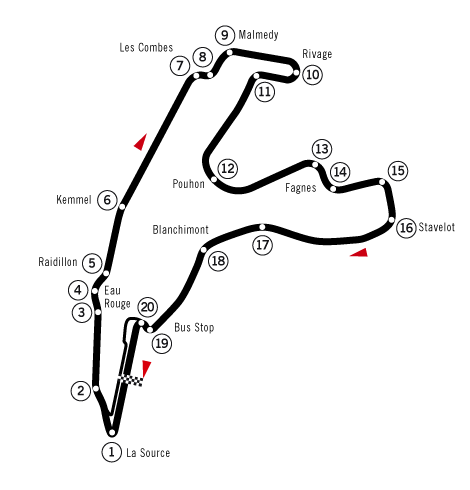
Circuit de Spa-Francorchamps

A hetedik versenyt, a belga nagydíjat 2020. augusztus 30-án rendezték meg Spában. A pályán egy kör 7,004 km, a verseny 44 körös volt.
A versenyhétvégén a Formula–1-es futam és a betétfutamokként rendezett Formula–2-es és Formula–3-as nagydíjakat megelőzően is megemlékeztek az egy évvel korábban elhunyt Anthoine Hubert-ről. A futamot megelőzően az eredetileg a 7. rajtpozíciót megszerző Sainz autója kipufogórendszerének meghibásodása miatt nem tudott elindulni a belga nagydíjon.
A rajtot követően a pole-pozícióból induló Hamilton megtartotta első helyét és mögötte Bottas valamint Verstappen is maradtak a 2-3. helyen, annak ellenére, hogy a holland az első kanyarokban megpróbálta megelőzni a finnt. Az első tíz kört követően Hamilton, Bottas, Verstappen, Ricciardo, Ocon, Albon, Stroll, Gasly, Pérez és Norris volt a pontszerzők sorrendje. A 11. körben Giovinazzi elvesztette uralmát az autója felett, aminek következtében a pályát övező falnak csapódott, az autójáról leszakadó gumiabroncs pedig eltalálta a mögötte érkező Russell Williamsét. A két pilóta sérülés nélkül úszta meg a balesetet, a pályára pedig beküldték a biztonsági autót, ezt kihasználva pedig a mezőny több tagja a bokszutcába hajtott kereket cserélni. A Safety Car a 15. körben hagyta el a pályát, majd a verseny újraindulását követően Ricciardo előzte meg Pérezt és lépett fel az ötödik pozícióba. Az ausztrál öt körrel később Gaslyt is megelőzte és már a negyedik helyen autózott. A francia versenyző ezt követően több helyet is visszaesett, majd a 27. körben ő is friss gumiabroncsokra váltott, aminek következtében egészen a 16. helyig esett vissza, a mezőny végére. Az AlphaTauri pilótája az egész versenyhétvégén az egyik leggyorsabb volt a mezőnyben és a futamon is megkezdte a felzárkózást, aminek köszönhetően hét körrel a leintés előtt már ismét a pontszerző 10. helyen autózott, több látványos előzést is bemutatva. Az élmezőnyben a teljes verseny alatt változatlan volt az állás, az utolsó körökben Ocon utasította maga mögé Albont, ezzel visszatérése óta a legjobb helyezését elérve. A versenyt Hamilton nyerte Bottas és Verstappen előtt, pontot szerzett még a futam leggyorsabb körét is megfutó Ricciardo, Ocon, Albon, Norris, Gasly, Stroll és Pérez.
| Pozíció | #  | Pilóta          | Csapat/Motor   |
| ------- | -- | --------------- | -------------- |
| 1       | 44 | Lewis Hamilton  | Mercedes       |
| 2       | 77 | Valtteri Bottas | Mercedes       |
| 3       | 33 | Max Verstappen  | Red Bull-Honda |

### Olasz nagydíj

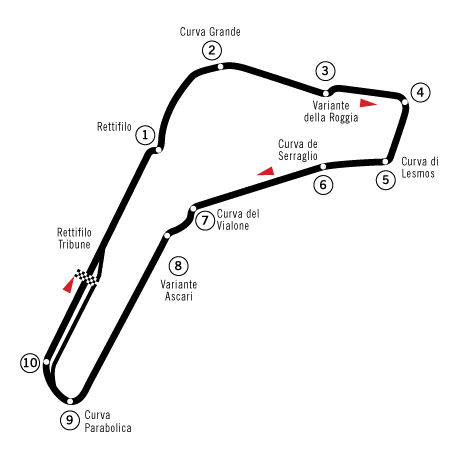
Autodromo Nazionale Monza

A nyolcadik versenyt, az olasz nagydíjat 2020. szeptember 6-án rendezték meg Monzában. A pályán egy kör 5,793 km, a verseny 53 körös volt.
Az élről rajtoló Hamilton megtartotta vezető helyét, csapattársa, Bottas azonban a rajtnál több pozíciót veszített, a harmadik helyről rajtoló Sainz ennek köszönhetően feljött a második pozícióba, amit a következő körökben magabiztosan tartani is tudott. A 6. körben Vettel fékjei megadták magukat, a német világbajnok a következő körben kénytelen volt a garázsba hajtani és feladni csapata hazai futamát. Néhány kör múlva a másik Ferrarit vezető Leclerc kezdte meg a kerékcseréket. A 17. kör végén Magnussen autója technikai gondok miatt félrehúzódott a bokszutca bejárata előtt, ami miatt sárga zászló lépett életbe, majd lezárták a bokszutcát a mentés idejére. Gasly még közvetlenül ez előtt be tudott hajtani kerekeket cserélni, az élen álló Hamilton és Giovinazzi azonban nem vették észre hogy időközben lezárták a bokszutcát, így ennek ellenére ők is kereket cseréltek, a többi versenyző kinn maradt. A verseny újraindítását követően Leclerc a negyedik helyre küzdötte föl magát, ám a Parabolica kanyarban elvesztette a tapadását, és nagy sebességgel a gumifalba csapódott, összetörve az egyetlen állva maradt Ferrarit. A futamot ekkor piros zászlóval félbeszakították, a mezőny a bokszutcába hajtott. Hamiltont és Giovinazzit vizsgálat alá helyezték korábbi szabálytalan kerékcseréjük miatt, és mindkettejükre 10 másodperces stop-and-go büntetést szabtak ki, amit az újraindítás után kellett végrehajtaniuk. A megszakításból Stroll profitált a legtöbbet, aki még nem cserélt kereket, ám a piros zászló idején a szabályok lehetővé tették ezt számára, így a második helyre került előre. Az újraindítást állórajttal végezték el (a szabály bevezetése óta első alkalommal), ezt követően néhány körön belül Verstappen technikai gondok miatt feladta a futamot, Gasly pedig megelőzte a rajtnál beragadó Strollt, így amikor Hamilton kiállt a bokszutcába letölteni büntetését (amivel az utolsó helyre esett vissza), a francia pilóta került az élre. Nemsokára Sainz jött föl a második helyre, és üldözőbe vette Gaslyt. Mivel Bottas nem tudott előrébb kerülni az 5. helyről, nyilvánvalóvá vált, hogy Gasly, Sainz és Stroll lehet reálisan versenyben a győzelemért, mindhárman életük első futamgyőzelmét vették célba. Sainz megközelítette ugyan az utolsó körökre Gaslyt, ám nem tudta megelőzni a francia pilótát, így Pierre Gasly élete első futamgyőzelmét aratta, ami egyben csapata, a AlphaTauri első (a jogelőd Toro Rosso 2008-as, szintén Monzában aratott győzelmét is beleszámolva második) elsősége lett, valamint Olivier Panis 1996-os monacói győzelme óta az első francia pilóta által aratott futamgyőzelem. A dobogó harmadik fokára Stroll állhatott, továbbá pontot szerzett Norris, Bottas, Ricciardo, az erős felzárkózást bemutató Hamilton, Ocon, Kvjat és Pérez. Gasly, Sainz és Stroll mindannyian pályafutásuk második dobogós helyezését érték el.
| Pozíció | #  | Pilóta           | Csapat/Motor          |
| ------- | -- | ---------------- | --------------------- |
| 1       | 10 | Pierre Gasly     | AlphaTauri-Honda      |
| 2       | 55 | Carlos Sainz Jr. | McLaren-Renault       |
| 3       | 18 | Lance Stroll     | Racing Point-Mercedes |

### Toszkán nagydíj

Autodromo Internazionale di Mugello

A kilencedik versenyt, a toszkán nagydíjat 2020. szeptember 13-án rendezték meg Mugellóban. A pályán egy kör 5,245 km, a verseny 59 körös volt.
A Ferrari történetének 1000. nagydíját a Formula–1-ben újonnan (és ideiglenesen) bemutatkozó Mugello versenypályán Hamilton kezdte az élről, azonban gyenge rajtjának köszönhetően csapattársa, Valtteri Bottas azonnal megelőzte őt, míg a harmadik helyről induló Verstappen autóját már a rajt előtt szerelni kellett, és bár jól rajtolt, erőforrásgondok miatt az első kanyarra már a középmezőnybe esett vissza. Leclerc ezalatt két helyet javítva az 5. helyről feljött harmadiknak. A második kanyarba menet hatalmas baleset történt, Grosjean Gaslynak csapódott neki, aki Räikkönent lökte meg, a finn veterán pedig Verstappen küszködő autóját öklelte fel, aminek következtében a baleset összes résztvevője a kavicságyban kötött ki, Verstappen és Gasly pedig azonnal feladták a versenyt autójuk sérülései következtében. Nem sokkal előttük Stroll és Sainz értek össze, aminek következtében a spanyol pilóta megforgott, és letörte az érkező Vettel első szárnyát, de ők mindannyian folytatni tudták a versenyt. A felfordulás miatt pályára küldték a biztonsági autót, amely egészen a 7. körig a mezőny előtt maradt, többen pedig a bokszutcába hajtottak sérült autójukkal. Az újraindítást Bottas kontrollálta, aki viszonylag lassan kapcsolt versenysebességre, amit a mezőny hátsó fele nem tudott jól lereagálni, így újabb óriási tömegbaleset történt a célegyenesben: Giovinazzi teljes sebességgel felöklelte Magnussent, majd Sainznak csapódott neki, aki irányíthatatlanná vált McLarenjével az érkező Latifit találta telibe oldalról, mind a négy versenyző azonnal kiesett, és Grosjean, Vettel és Räikkönen is csak szerencsével kerülték el az ütközést. Ismét pályára került a biztonsági autó, és a célegyenesben felhalmozódott rengeteg roncs és törmelék miatt piros zászlóval félbeszakították a versenyt, ekkor a mezőny jelentős része kereket cserélt, Ocon pedig fékgondok miatt feladta a versenyt a bokszutcában. A verseny bő negyed óra után állórajttal folytatódott, immáron 13 versenyző részvételével. Hamilton visszavette az első helyet Bottastól, míg Albon több helyet bukott. Leclerc folyamatosan veszítette a pozíciókat, így a 21. körben kemény keverékeket kapott a boxban. A 31. körben Bottas próbált Hamilton elé vágni egy kerékcserével, de hátránya túl nagy volt ehhez. Leclerc abroncsai nem működtek megfelelően, így a 37. körben harmadszor is kereket cserélt a verseny folyamán. A 43. körben a dobogó alsó fokáért harcoló Ricciardo, Stroll, illetve Albon triójából a Racing Point kanadai versenyzője nagy sebességnél defektet kapott az Arrabiata kanyarban, és a gumifalba csapódva összetörte autóját, így ismét a pályára küldték a biztonsági autót, immáron harmadjára, majd egy kör múlva ismét piros zászlóval szakították meg a versenyt. A harmadik állórajtnál Ricciardo jól rajtolva megelőzte a beragadó Bottast, a finn pilóta azonban egy körrel később visszavette a második helyet, majd Albon is megelőzte az ausztrált. Eközben Räikkönen kapott 5 másodperces időbüntetést, mert a biztonsági autós fázis alatt átlépte a boxutca záróvonalát, a verseny nagy részében pontszerző helyeken autózó Russell pedig visszaesett az utolsó, 12. helyre. Az utolsó körökben érdemi változás nem történt, így Hamilton ért célba első helyen, megfutva a verseny leggyorsabb körét is, mögötte Bottas végzett, a dobogó alsó fokára pedig Albon állhatott fel, életében először. Pontot szerzett rajtuk kívül Ricciardo, Pérez, Norris, Kvjat, Leclerc, az 5 másodperces büntetése miatt a nyolcadikról 9. helyre csúszó Räikkönen, valamint Vettel. Az utolsó két helyen Russell és Grosjean ért célba. Hamilton 222. futamán ért célba pontszerző helyen, ami új rekord a Formula–1 történetében, 90 futamgyőzelmével pedig egy győzelemre megközelítette Michael Schumacher 91 futamgyőzelmének örökrekordját.
| Pozíció | #  | Pilóta          | Csapat/Motor   |
| ------- | -- | --------------- | -------------- |
| 1       | 44 | Lewis Hamilton  | Mercedes       |
| 2       | 77 | Valtteri Bottas | Mercedes       |
| 3       | 23 | Alexander Albon | Red Bull-Honda |

### Orosz nagydíj

Sochi International Street Circuit

A világbajnokság tizedik versenyét, az orosz nagydíjat 2020. szeptember 27-én rendezték meg Szocsiban. A pályán egy kör 5,853 km, a verseny 53 körös volt.
Hamilton már a rajt előtt vizsgálat alá került, miután a rajtrácsra vezető próbarajtok folyamán két pontban is vétett a vonatkozó szabályok ellen: szabálytalan helyről végezte el a boxutcai próbarajtot, majd a versenypályán megállt és ismét próbarajtot végzett, holott ez tilos. A rajtnál Hamilton maradt az élen, a harmadik helyről induló Bottas pedig megelőzte a második helyről induló Verstappent, aki rögtön az első kanyar után átvágott a bukótéren. Ugyanezen a pontján a pályának kevésbé volt szerencsés Sainz, aki miután lefutott a pályáról, túl szűken vette be a kijelölt visszatérési pontnál a kanyart, és McLarene bal első tengelyével eltalálta a falat, aminek következtében azonnal kiesett. Pár száz méterrel előrébb Leclerc lökte meg Stroll autóját, a kanadai pilóta pedig ennek következtében a falnak csapódott és szintén kénytelen volt feladni a futamot. A két baleset miatt pályára küldték a biztonsági autót, amely négy körön át a mezőny előtt maradt, ezalatt Norris, Albon és Russell is kereket cseréltek, majd az újraindítás után egymással harcoltak több körön át. Az újraindítást követően az első három helyen nem történt változás, Hamilton pedig a 7. körben kapta meg az időbüntetéseit, melyeket a 17. körben állt ki letölteni kerékcseréje alatt, ezzel Bottas állt az élre, aki ezután folyamatosan növelte előnyét Verstappennel szemben. Hamilton a mezőny nagyobbik részének kerékcseréjét követően visszakerült a 3. pozícióba, de több mint 20 másodperces hátrányban volt csapattársával szemben. A 43. körben virtuális biztonsági autó lépett életbe rövid ideig, amíg helyreállították azokat a táblákat, melyeket Grosjean kaszált el azon a ponton, ahol Sainz is kiesett. A verseny második felében Ricciardót és Albont is 5 másodperces időbüntetéssel sújtották szabálytalan visszatérés miatt, de mindketten elegendő előnyt építettek ki az őket üldöző versenyzőkkel szemben ahhoz, hogy megtarthassák pozíciójukat a leintés után. A futam utolsó köreiben Bottas előnye némileg csökkent a lekörözött versenyzők miatt, de így is kényelmes előnnyel tudott célba érni, és két körrel a leintés előtt a verseny leggyorsabb körét is megfutotta. A finn versenyző mögött Verstappen és Hamilton végzett, pontott szerzett még az erős versenyt futó Pérez, Ricciardo, Leclerc, Ocon, a hazai versenyét teljesítő Kvjat, Gasly és Albon. Hamilton kihágása következtében 10-re nőtt büntetőpontjainak száma a szuperlicenszén, azaz mindössze két büntetőpontra került az egy futamos eltiltástól. A verseny estéjén a Nemzetközi Automobil Szövetség (FIA) hivatalosan is megváltoztatta döntését az ügyben, visszavonta a brit versenyző két büntetőpontját és a csapatára rótt ki pénzbüntetést, mondván a Mercedes hibázott az esetet illetően, nem pedig Hamilton.
| Pozíció | #  | Pilóta          | Csapat/Motor   |
| ------- | -- | --------------- | -------------- |
| 1       | 77 | Valtteri Bottas | Mercedes       |
| 2       | 33 | Max Verstappen  | Red Bull-Honda |
| 3       | 44 | Lewis Hamilton  | Mercedes       |

### Eifel nagydíj

Nürburgring

A világbajnokság tizenegyedik versenyét, az Eifel nagydíjat 2020. október 11-én rendezték meg a Nürburgringen. A pályán egy kör 5,148 km, a verseny 60 körös volt. Az időmérő edzésen és a versenyen Nico Hülkenberg vette át a gyomorrontással küzdő Lance Stroll helyét.
Az első helyről Bottas indult, aki a rajtot gyengébben kapta el, így a mögüle rajtoló Hamilton majdnem megelőzte, ám a finn végül megtartotta a vezetést, akárcsak Verstappen a harmadik helyet. A negyedik helyről induló Leclercet Ricciardo előzte meg néhány körön belül. Az élen álló hármas rövid idő alatt leszakította magáról a mezőnyt, a Mercedes pilótái felváltva futottak leggyorsabb köröket. A 12. körben Vettel csúszott ki egy előzési kísérletnél, majd egy körrel később Bottas fékezte el az első kanyart, aminek következtében Hamilton átvette tőle a vezetést, a finn pedig annyira elkoptatta abroncsait, hogy egy körön belül Verstappen is beérte őt, így kénytelen volt a tervezettnél korábban kereket cserélni. A következő körben virtuális biztonsági autós fázis lépett életbe, mert Räikkönen eltalálta Russell autóját kanyarodás közben, amitől a fiatal brit versenyző autója a levegőbe repült, majd néhány kanyar múlva defekt és az autó sérülései miatt fel is kellett adnia a versenyt – a 323. nagydíjrajtjával ezen a futamon új rekordot felállító finn világbajnokot manőveréért 10 másodperces időbüntetéssel sújtották, ahogyan Albon is kapott öt másodpercet, aki Kvjat első szárnyát távolította el egy előzés során, amitől az orosz pilóta az utolsó helyre esett vissza kényszerű bokszkiállását követően. Ezalatt Bottas autója a 18. körben elkezdett visszalassulni, majd egy körrel később fel kellett adnia a versenyt, ebben az évben első alkalommal. Egy körrel később Albont is visszatolták a garázsba, illetve ugyanekkor Ocon versenye ért véget hidraulikus problémák miatt. Ezt követően Hamilton 8 másodperces előnyt épített ki Verstappennel szemben, a kerékcseréket követően Ricciardo állt vissza immáron a harmadik pozícióba, Leclerc és Pérez pedig több körön át csatázott egymással a 33. körtől kezdve. A 44. körben a körök óta az erőforrásával küszködő Norris autója adta meg magát végleg, így bejött a pályára a biztonsági autó, a mezőny jelentős része pedig ismét kereket cserélt. A biztonsági autós fázis, amely a 49. körig volt érvényben, eltüntette a különbségeket, de Hamilton megtartotta a vezetést az újraindítás után. Ricciardo előbb még Verstappent is támadta, ám később Pérez ellen kellett védekeznie. Hamilton megtartotta a vezetést a futam végéig, így ő nyerte az első Eifel nagydíjat, mögötte Verstappen futott be, aki az utolsó körben még a verseny leggyorsabb körét is megszerezte, a harmadik pedig Ricciardo lett, aki az első dobogóját szerezte a Renault színeiben, a csapat pedig Nick Heidfeld 2011-es maláj pódiuma után szerzett újabb dobogót. A további pontszerző helyeken sorrendben Pérez, Sainz, Gasly, Leclerc, a beteg Stroll helyén versenyző és az utolsó helyről induló Hülkenberg, az ebben az évben először pontot szerző Grosjean, valamint Giovinazzi végzett. Hamilton győzelmével utolérte Michael Schumachert, aki 91 futamgyőzelemmel tartotta a legtöbb Formula–1-es futamgyőzelem rekordját; Hamiltonnak a verseny után Mick Schumacher, Michael Schumacher fia adta át édesapja egyik korábbi sisakját ebből az alkalomból.
| Pozíció | #  | Pilóta           | Csapat/Motor   |
| ------- | -- | ---------------- | -------------- |
| 1       | 44 | Lewis Hamilton   | Mercedes       |
| 2       | 33 | Max Verstappen   | Red Bull-Honda |
| 3       | 3  | Daniel Ricciardo | Renault        |

### Portugál nagydíj

Algarve International Circuit

A tizenkettedik versenyt, a portugál nagydíjat Portimão-ban rendezték meg 2020. október 25-én. A pályán egy kör 4,653 km, a verseny 66 körös volt.
Portugáliában 1996 óta először rendeztek versenyt. A futamot Hamilton kezdte a pole pozícióból, mögüle csapattársa, Bottas és Verstappen rajtolhatott. A piros lámpák kialvását követően Verstappen megelőzte Bottast, azonban a finn egyből vissza is tudta szerezni a pozícióját, sőt Hamilton mellett is el tudott menni, miközben a holland Pérezzel koccant össze, aminek következtében a mexikói a mezőny végére esett vissza. Az első körökben az eső is megnehezítette a versenyzők dolgát, a körülményeket kihasználva pedig Sainz állt az élre a McLarennel. Az ötödik körben Verstappen Norrist megelőzve a negyedik helyre lépett előre. Egy körrel később Bottas megelőzte Sainzot, majd újabb egy körrel később már a két Mercedes-pilóta állt a mezőny élén. A McLarenek ahogy az esőzés alábbhagyott, úgy esetek vissza, a 9. körben Bottas, Hamilton, Verstappen, Sainz, Leclerc, Norris, Ricciardo, Gasly, Räikkönen és Stroll volt a pontszerzők sorrendje. A kerékcserék a 14–15. körben kezdődtek, azonban ez nem okozott érdemi változást a sorrendben. A 18. körben Stroll és Norris ütközött össze, ennek következtében pedig mindketten a mezőny végére estek vissza, Stroll pedig később fel is adta a versenyt. A 20. körben Hamilton megelőzte csapattársát és átvette a vezetést, később pedig fokozatosan ellépett a finntől. A 29. körben Hamilton, Bottas, Leclerc, Verstappen, Ocon, Pérez, Russell, Gasly, Ricciardo és Räikkönen autózott pontszerző helyen. A verseny középső harmadában nem történt változás, és nem érkezett meg a több csapat által is várt újabb eső sem a pálya fölé, csak az utolsó négy-öt körre kezdett el szemerkélni, de ez a futam kimenetelét már nem befolyásolta. A 66. körben Gasly látványos manőverrel, a külső íven előzve ment el Pérez mellett és lépett fel az 5. helyre. A portugál nagydíjat Hamilton nyerte, aki 92. futamgyőzelmével megdöntötte Michael Schumacher vonatkozó rekordját. Dobogóra állhatott még Bottas és Verstappen, pontot szerzett Leclerc, Gasly, Sainz, Pérez, Ocon, Ricciardo és Vettel.
| Pozíció | #  | Pilóta          | Csapat/Motor   |
| ------- | -- | --------------- | -------------- |
| 1       | 44 | Lewis Hamilton  | Mercedes       |
| 2       | 77 | Valtteri Bottas | Mercedes       |
| 3       | 33 | Max Verstappen  | Red Bull-Honda |

### Emilia-romagnai nagydíj

Autodromo Enzo e Dino Ferrari

A világbajnokság tizenharmadik versenyét, az emilia-romagnai nagydíjat 2020. november 1-jén rendezték meg Imolában. A pályán egy kör 4,909 km, a verseny 63 körös volt.
A pole pozícióból induló Bottas a rajtot követően is megtartotta első helyét, azonban Hamilton pozíciót vesztett és visszaesett Verstappen mögé, míg a 4. rajtkockába kvalifikáló Gaslyt Ricciardo előzte meg. A mezőny középső harmadában Stroll ütközött össze Oconnal, aminek következtében a kanadai versenyzőnek ki kellett állnia a bokszutcába, hogy autója első orrkúpját kicserélhessék, hátrébb pedig Vettel forgatta ki Magnussent. A 9. körben Gaslynak a csapatrádión szóltak, hogy fel kell adnia a futamot a motor kímélése miatt. A nagyszerű időmérő edzést produkáló francia az ötödik helyről állt ki. A kerékcserék a 14. körben kezdődtek, az élről Bottas a 20., Verstappen egy körrel korábban kapott friss abroncsokat. Kerékcseréjét követően a Mercedes finn versenyzőjével csapatrádión közölték, hogy autójának padlólemeze megsérült, és ez teljesítményében is megmutatkozott, ugyanis Verstappen körről körre egyre közelebb került hozzá. A 27. körben Hamilton, Bottas, Verstappen, Pérez, Vettel, Räikkönen, Latifi, Magnussen, Ricciardo és Leclerc volt a pontszerzők sorrendje. A 30. körben Ocon kuplungjának meghibásodása miatt adta fel a futamot, ekkor virtuális biztonsági autós fázis lépett életbe, amely alatt Hamilton kereket tudott cserélni, így kényelmes előnyre tett szert csapattársával és Verstappennel szemben. Verstappen végül a 43. körben előzte meg Bottast, aki sérült autójával nem tudott érdemben védekezni a holland támadása ellen. Az 51. körben a Red Bull versenyzője a 2. helyről esett ki durrdefekt következtében, a csapatrádió-beli elmondása szerint valamilyen alkatrész eltört az autójában. Az esetet követően beküldték a Safety Cart. (Egy körrel korábban a sebességváltó hibás működése miatt erős fejfájástól szenvedő Magnussen adta fel a versenyt.) A biztonsági autós időszak alatt a pontszerző helyen autózó Russell elfékezett egy kanyart és falnak ütközött. Öt körrel a befejezés előtt folytatódhatott a verseny, azonban változás már nem történt a sorrendben. Hamilton győzött Bottas és Ricciardo előtt, pontot szerzett még Kvjat, Leclerc, Pérez, Sainz, Norris, Räikkönen és Giovinazzi. Kettős győzelmével a Mercedes bebiztosította újabb, egymást követő hetedik konstruktőri bajnoki címét, amivel a német gyártó új rekordot állított fel.
| Pozíció | #  | Pilóta           | Csapat/Motor |
| ------- | -- | ---------------- | ------------ |
| 1       | 44 | Lewis Hamilton   | Mercedes     |
| 2       | 77 | Valtteri Bottas  | Mercedes     |
| 3       | 3  | Daniel Ricciardo | Renault      |

### Török nagydíj

Isztambul Park

A világbajnokság tizennegyedik versenyét, a török nagydíjat 2020. november 15-én rendezték meg Isztambulban. A pályán egy kör 5,338 km, a verseny 58 körös volt.
A török nagydíj 2011 óta először került megrendezésre, a pole pozícióból pedig az előző napi esős időmérőt megnyerő Lance Stroll indulhatott, pályafutása során első alkalommal. A vizes pályán történő rajtot követően a kanadai megtartotta első helyét, mögé csapattársa, Pérez zárkózott fel. A második rajtkockából induló Verstappen hidraulikus hiba miatt szinte állva maradt a rajtnál, így több helyet is veszített, míg a hatodik helyről induló Hamilton fellépett a harmadik helyre, Bottas pedig, miután elkerült egy ütközést a versenybalesetbe keveredő Oconnal, megpördült a nedves aszfalton, és a mezőny végére esett vissza. A negyedik–ötödik helyen a két Racing Point-versenyzőt Vettel és Verstappen követte, miközben Hamilton visszaesett a futam elején az abroncsain gyengébben teljesítő Mercedesszel. A címvédő a 8. körben váltott átmeneti esőgumikra, majd a következő körökben többen is így tettek az egyre jobban száradó pálya miatt. A 16. körben Hamilton támadta Vettelt, azonban előzés közben lecsúszott az ideális ívről, így több helyet is vesztett, miután Albon is elment mellette. A thai versenyző Vettelt is megelőzte és fellépett a 4. helyre. Négy körrel később Verstappen utolérte a második Pérezt, azonban az előzési kísérlete közben megforgott és újra a bokszutcába kellett hajtania, aminek következtében a középmezőnybe esett vissza. A futam középső harmadában Vettel volt a leggyorsabb a pályán, és egyre közelebb került az élen autózó Racing Pointokhoz, míg Bottas továbbra is csak a 17. helyen haladt a Mercedesszel. Vettel a 33. körben újabb kerékcserén esett át, miközben a harmadik Albon hibázott, így Hamilton meg tudta előzni őt. Stroll a 37. körben állt ki a bokszutcába az élről, majd a 4. helyre tért vissza, azonban csapata rossz gumiválasztásának köszönhetően a tempója miatt fokozatosan esett vissza a középmezőnybe. Ugyanebben a körben Hamilton átvette a vezetést Péreztől. Tizennégy körrel a futam vége előtt Hamilton, Pérez, Leclerc, Vettel és Albon volt az első öt sorrendje, miközben Verstappen újabb kerékcserén esett át. A 46. körben Hamilton lekörözte csapattársát, Bottast. Az 50. körben Verstappen megelőzte Albont és előrelépett 6. helyre. Az utolsó körben Leclerc a második helyért támadta Pérezt, azonban megcsúszott az egyik kanyarban és ezzel két helyet is elbukott, miután Vettel is el tudott menni mellette. A futamot megnyerő Hamilton győzelmével bebiztosította hetedik világbajnoki címét, amivel utolérte a vonatkozó örökranglista élén álló Michael Schumachert. Dobogóra állhatott még Pérez és Vettel, pontot szerzett Leclerc, Sainz, Verstappen, Albon, Norris, Stroll és Ricciardo.
| Pozíció | #  | Pilóta           | Csapat/Motor          |
| ------- | -- | ---------------- | --------------------- |
| 1       | 44 | Lewis Hamilton   | Mercedes              |
| 2       | 11 | Sergio Pérez     | Racing Point-Mercedes |
| 3       | 5  | Sebastian Vettel | Ferrari               |

### Bahreini nagydíj

Bahrain International Circuit (Grand Prix Circuit)

A szezon tizenötödik versenye a bahreini nagydíj volt, amelyet 2020. november 29-én rendeztek meg Bahreinben, mesterséges fényviszonyok között. A pályán egy kör 5,412 km, a verseny 57 körös volt.
A futamot Hamilton kezdhette az élről, aki a rajtot követően megtartotta vezető helyét, a mellőle rajtoló Valtteri Bottas viszont beragadt és több helyet veszített, egészen a 6. pozícióig esett hátra, a 2–3. helyekre Verstappen és Pérez lépett előre. A harmadik kanyar utáni egyenesben a mezőny végén történt óriási baleset: Grosjean autója keresztezte Kvjat útját, az orosz versenyző autója pedig összeért Grosjeanéval, aki nyílegyenesen a szalagkorlátba csapódott. Az óriási, 53 G erősségű ütközéstől a francia versenyautója szabályosan kettészakadt, a kiömlő üzemanyag pedig lángra lobbantotta a Haast. Az égő roncsból Grosjean 28 másodperc után saját lábán tudott kimenekülni, enyhe égési- és lábsérülésekkel megúszta a horrorisztikus balesetet a biztonsági felszereléseknek (többek között a Halónak és a túlélőcellának) köszönhetően. A futamot az eset miatt piros zászlóval megszakították, a mezőny a bokszutcába hajtott. A roncs eltakarításának és a korlát helyreállításának munkálatai több mint egy órán át tartottak, ezt követően a biztonsági autó kivezette a mezőnyt a rajtrácsra, majd ismételt állórajt következett. Hamilton megtartotta a vezetést, Verstappen pedig kivédte Pérez támadását. Fél körrel később Kvjat ezúttal Lance Stroll autóját találta el oldalról az egyik kanyarban (ezért később 10 másodperces időbüntetéssel sújtották az oroszt), a kanadai versenyző Racing Pointja pedig fejtetőre állt és kiesett a versenyből, biztonsági autós fázis következett egészen a 9. körig. Az újraindításnál Verstappen nem tudta megelőzni Hamiltont, majd nem sokkal később elkezdődtek a kerékcserék a gumikat gyorsan koptató futamon, Hamilton a 20. körben tudta le első kiállását közepes keverékekre váltva. Verstappen a kemény abroncsokon sem tudta őt megelőzni, és a következő kerékcsere sem hozott érdemi változást az élen. Az 53. körben a mindaddig dobogós helyen autózó Pérez Racing Pointjában ment tönkre az erőforrás, a mexikói lángoló autóval volt kénytelen félrehúzódni és feladni a futamot, így a 3. helyre Albon léphetett fel. Pérez autója miatt ismét be kellett küldeni a biztonsági autót, amely a leintésig a mezőny előtt maradt, így nem változott a sorrend: Hamilton pályafutása 95., 2020-ban pedig 11. futamgyőzelmét aratta, mögötte Verstappen és Albon állhattak dobogóra. Pontot szerzett még Norris, a 15. helyről felzárkózó Sainz, Gasly, Ricciardo, Bottas, Ocon és Leclerc. A Racing Point nullázása miatt a McLaren átvette a konstruktőri összetett harmadik helyét.
| Pozíció | #  | Pilóta          | Csapat/Motor   |
| ------- | -- | --------------- | -------------- |
| 1       | 44 | Lewis Hamilton  | Mercedes       |
| 2       | 33 | Max Verstappen  | Red Bull-Honda |
| 3       | 23 | Alexander Albon | Red Bull-Honda |

### Szahír nagydíj

Bahrain International Circuit (Outer Circuit)

A világbajnokság tizenhatodik versenyét, a szahír nagydíjat 2020. december 6-án rendezték meg Bahreinben, az eredetitől eltérő, alternatív vonalvezetésen, mesterséges fényviszonyok között. A pályán egy kör 3,543 km, a verseny 87 körös volt.
A versenyt megelőző héten több változás is történt a rajtrácson. Lewis Hamilton elkapta a koronavírust, így nem vehetett részt a nagydíjon, őt George Russell helyettesítette, míg a Williams a tartalékpilótáját, az újonc Jack Aitkent ültette a brit helyére. Szintén első Formula–1-es versenyén állt rajthoz az előző hétvégén súlyos balesetet szenvedő Romain Grosjeant helyettesítő Pietro Fittipaldi. A rajtot követően a második helyről induló Russell megelőzte a pole pozícióból induló csapattársát, Bottast, mögöttük azonban Leclerc elfékezte az egyik kanyart és kilökte a mezőny végére visszaeső Sergio Pérezt. A balesetbe belekeveredett Verstappen is, aki a két pilóta között autózva nem tudta elkerülni az ütközést. Az eset következményeként a monacói és a holland versenyző is feladni kényszerült a futamot, miközben beküldték a biztonsági autót. A Safety Car a 6. körig maradt kint a pályán. Az újraindítást követően Russell megőrizte vezető helyét, mögötte Sainz azonban többször is támadta a 2. helyezett Bottast, de a finn megtartotta pozícióját. A 14. körre a két Mercedes-versenyző ellépett a mezőnytől, mögöttük a pontszerző helyeken Sainz, Ricciardo, Kvjat, Stroll, Gasly, Ocon és Vettel haladt. A kerékcserék a 24. körben kezdődtek meg, az élen álló két mercedeses azonban csak a féltávot követően (Russell a 46., Bottas az 50. körben) cserélt abroncsot. Időközben a futam első körében a mezőny végére visszaeső Pérez felzárkózott a harmadik helyre, ahol két és fél másodperces előnnyel vezetett a negyedik helyezett Ocon előtt. A 62. körben Aitken a célegyenesre fordító kanyarban összetörte a Williams első légterelőjét, és mivel az első szárny a kanyar ideális ívén maradt, a versenyirányítás virtuális biztonsági autós (VSC) korlátozást léptetett életbe. Ezt kihasználva Russell és Bottas is a bokszutcába hajtott, azonban a Mercedes szerelői összekeverték a két pilóta abroncsait, Russell Bottas első abroncsait kapta meg, míg a finn kénytelen volt már használt gumikon visszatérni a pályára. Russellt a hiba miatt a csapatának újból ki kellett hívnia egy kerékcserére, aminek következtében az addig magabiztosan vezető brit a középmezőnybe esett vissza. A 69. körben folytatódott a verseny, ekkor Pérez vezetett Ocon és Stroll előtt. Russell a 73. körben már a második helyen állt, néhány körrel később azonban csapata lassú defektet észlelt az autóján, emiatt pedig újabb bokszkiállásra kényszerült, így egészen a mezőny végére esett vissza. Mindeközben Bottas a használt kemény keverékű abroncsain esélytelen volt védekezni az őt támadó versenyzőkkel szemben, a finn csak a középmezőny elején haladt. A futamot végül Pérez nyerte a Racing Pointtal, pályafutása első futamgyőzelmét szerezve mind magának, mind pedig csapatának. Dobogóra állhatott még pályafutása során először Ocon, harmadik lett Stroll, pontot szerzett még Sainz, Ricciardo, Albon, Kvjat, Bottas, Russell és Norris. A futamot követően a sportfelügyelők vizsgálták a Mercedes szabálytalan kerékcseréjét, azonban végül csak a csapatot sújtották pénzbüntetéssel, Russell megtarthatta a kilencedik helyért, és a futam leggyorsabb köréért járó pontjait. Pérez 190. nagydíján szerezte meg első győzelmét, amivel új rekordot állított fel, illetve ötven év elteltével lett ő az első mexikói futamgyőztes a sportágban.
| Pozíció | #  | Pilóta       | Csapat/Motor          |
| ------- | -- | ------------ | --------------------- |
| 1       | 11 | Sergio Pérez | Racing Point-Mercedes |
| 2       | 31 | Esteban Ocon | Renault               |
| 3       | 18 | Lance Stroll | Racing Point-Mercedes |

### Abu-dzabi nagydíj

Yas Island Circuit

A világbajnokság tizenhetedik, egyben utolsó futamát, az abu-dzabi nagydíjat 2020. december 13-án rendezték meg Abu-Dzabiban. A pályán egy kör 5,554 km, a verseny 55 körös volt.
A szezon utolsó futamát Max Verstappen kezdhette az élről, aki az idény során második nem mercedeses versenyzőként szerezte meg a pole pozíciót a szombati időmérő edzésen. A rajtot követően a Red Bull hollandja megtartotta első helyét és mögötte sem volt változás a sorrendben, Bottas másodikként, a betegsége után a mezőnybe visszatérő Hamilton pedig harmadikként fordult el az első kanyarban. Az utolsó Formula–1-es futamát teljesítő Kevin Magnussen ellenben három helyet is javított a rajtnál, míg az előző hétvégén győztes, és ezen a nagydíjon az utolsó helyről rajtoló Pérez is megkezdte a felzárkózást. A mexikói versenyző a 10. körben műszaki okok miatt kénytelen volt feladni a futamot, és mivel a Racing Point a pálya egy forgalmas szakaszán adta meg magát, pályára küldték a biztonsági autót. A helyzetet kihasználva többen, így az élmezőny tagjai is kereket cseréltek. A safety car a 14. körben hagyta el a pályát, ezt követően Sainz előzte meg Leclerc-t, és lépett fel a nyolcadik helyre. A monacói versenyzőt öt körrel később Stroll is megelőzte. A verseny féltávjáig több esemény nem történt, Verstappen magabiztosan őrizte előnyét a két Mercedes-versenyző előtt. A futam második felében említésre méltó helycsere nem történt, és bár Verstappen, Bottas és Hamilton is panaszkodott az abroncsok futófelületének kopására, végül ezúttal ez a tényező sem befolyásolta a verseny kimenetelét. Verstappen nyerte az évadzáró abu-dzabi nagydíjat Bottas és Hamilton előtt, pontot szerzett még Albon, Norris, Sainz, Ricciardo, Gasly, Ocon és Stroll. A McLaren ezzel az eredménnyel az összetett pontversenyt a harmadik helyen zárta a konstruktőrök között, ami a gyártó legjobb eredménye 2012 óta, míg Sebastian Vettel 14. lett utolsó ferraris versenyén.
| Pozíció | #  | Pilóta          | Csapat/Motor   |
| ------- | -- | --------------- | -------------- |
| 1       | 33 | Max Verstappen  | Red Bull-Honda |
| 2       | 77 | Valtteri Bottas | Mercedes       |
| 3       | 44 | Lewis Hamilton  | Mercedes       |

## Nagydíjak
| #  | Nagydíj               | Pole-pozíció    | Leggyorsabb kör  | Győztes pilóta  | Győztes konstruktőr | A nap versenyzője | Összefoglaló | Listavezető     | Előny |
| -- | --------------------- | --------------- | ---------------- | --------------- | ------------------- | ----------------- | ------------ | --------------- | ----- |
| 1  | Osztrák nagydíj       | Valtteri Bottas | Lando Norris     | Valtteri Bottas | Mercedes            | Alexander Albon   | Összefoglaló | Valtteri Bottas | 7     |
| 2  | Stájer nagydíj        | Lewis Hamilton  | Carlos Sainz Jr. | Lewis Hamilton  | Mercedes            | Sergio Pérez      | Összefoglaló | Valtteri Bottas | 6     |
| 3  | Magyar nagydíj        | Lewis Hamilton  | Lewis Hamilton   | Lewis Hamilton  | Mercedes            | Max Verstappen    | Összefoglaló | Lewis Hamilton  | 5     |
| 4  | Brit nagydíj          | Lewis Hamilton  | Max Verstappen   | Lewis Hamilton  | Mercedes            | Lewis Hamilton    | Összefoglaló | Lewis Hamilton  | 30    |
| 5  | 70. évforduló nagydíj | Valtteri Bottas | Lewis Hamilton   | Max Verstappen  | Red Bull-Honda      | Max Verstappen    | Összefoglaló | Lewis Hamilton  | 30    |
| 6  | Spanyol nagydíj       | Lewis Hamilton  | Valtteri Bottas  | Lewis Hamilton  | Mercedes            | Sebastian Vettel  | Összefoglaló | Lewis Hamilton  | 37    |
| 7  | Belga nagydíj         | Lewis Hamilton  | Daniel Ricciardo | Lewis Hamilton  | Mercedes            | Pierre Gasly      | Összefoglaló | Lewis Hamilton  | 47    |
| 8  | Olasz nagydíj         | Lewis Hamilton  | Lewis Hamilton   | Pierre Gasly    | AlphaTauri-Honda    | Pierre Gasly      | Összefoglaló | Lewis Hamilton  | 47    |
| 9  | Toszkán nagydíj       | Lewis Hamilton  | Lewis Hamilton   | Lewis Hamilton  | Mercedes            | Daniel Ricciardo  | Összefoglaló | Lewis Hamilton  | 55    |
| 10 | Orosz nagydíj         | Lewis Hamilton  | Valtteri Bottas  | Valtteri Bottas | Mercedes            | Max Verstappen    | Összefoglaló | Lewis Hamilton  | 44    |
| 11 | Eifel nagydíj         | Valtteri Bottas | Max Verstappen   | Lewis Hamilton  | Mercedes            | Nico Hülkenberg   | Összefoglaló | Lewis Hamilton  | 69    |
| 12 | Portugál nagydíj      | Lewis Hamilton  | Lewis Hamilton   | Lewis Hamilton  | Mercedes            | Sergio Pérez      | Összefoglaló | Lewis Hamilton  | 77    |
| 13 | Emilia-romagnai nd.   | Valtteri Bottas | Lewis Hamilton   | Lewis Hamilton  | Mercedes            | Kimi Räikkönen    | Összefoglaló | Lewis Hamilton  | 85    |
| 14 | Török nagydíj         | Lance Stroll    | Lando Norris     | Lewis Hamilton  | Mercedes            | Sebastian Vettel  | Összefoglaló | Lewis Hamilton  | 110   |
| 15 | Bahreini nagydíj      | Lewis Hamilton  | Max Verstappen   | Lewis Hamilton  | Mercedes            | Romain Grosjean   | Összefoglaló | Lewis Hamilton  | 131   |
| 16 | Szahír nagydíj        | Valtteri Bottas | George Russell   | Sergio Pérez    | Racing Point-Mer.   | George Russell    | Összefoglaló | Lewis Hamilton  | 127   |
| 17 | Abu-dzabi nagydíj     | Max Verstappen  | Daniel Ricciardo | Max Verstappen  | Red Bull-Honda      | Max Verstappen    | Összefoglaló | Lewis Hamilton  | 124   |

## Eredmények
Pontozás:
| Helyezés | 1. | 2. | 3. | 4. | 5. | 6. | 7. | 8. | 9. | 10. | 11–20. | leggyorsabb kör |
| -------- | -- | -- | -- | -- | -- | -- | -- | -- | -- | --- | ------ | --------------- |
| Pont     | 25 | 18 | 15 | 12 | 10 | 8  | 6  | 4  | 2  | 1   | 0      | 1               |

(Félkövér: pole-pozíció, dőlt: leggyorsabb kör, a színkódokról részletes információ itt található)

### Versenyzők
| Helyezés | Versenyző          | Rajt- szám | AUT | STY | HUN | GBR | 70 | ESP | BEL | ITA | TOS | RUS | EIF | POR | EMI | TUR | BHR | SAK | UAE | Pont |
| -------- | ------------------ | ---------- | --- | --- | --- | --- | -- | --- | --- | --- | --- | --- | --- | --- | --- | --- | --- | --- | --- | ---- |
| 1.       | Lewis Hamilton     | 44         | 4   | 1   | 1   | 1   | 2  | 1   | 1   | 7   | 1   | 3   | 1   | 1   | 1   | 1   | 1   |     | 3   | 347  |
| 2.       | Valtteri Bottas    | 77         | 1   | 2   | 3   | 11  | 3  | 3   | 2   | 5   | 2   | 1   | ki  | 2   | 2   | 14  | 8   | 8   | 2   | 223  |
| 3.       | Max Verstappen     | 33         | ki  | 3   | 2   | 2   | 1  | 2   | 3   | ki  | ki  | 2   | 2   | 3   | ki  | 6   | 2   | ki  | 1   | 214  |
| 4.       | Sergio Pérez       | 11         | 6   | 6   | 7   | vi  |    | 5   | 10  | 10  | 5   | 4   | 4   | 7   | 6   | 2   | 18† | 1   | ki  | 125  |
| 5.       | Daniel Ricciardo   | 3          | ki  | 8   | 8   | 4   | 14 | 11  | 4   | 6   | 4   | 5   | 3   | 9   | 3   | 10  | 7   | 5   | 7   | 119  |
| 6.       | Carlos Sainz Jr.   | 55         | 5   | 9   | 9   | 13  | 13 | 6   | ni  | 2   | ki  | ki  | 5   | 6   | 7   | 5   | 5   | 4   | 6   | 105  |
| 7.       | Alexander Albon    | 23         | 13† | 4   | 5   | 8   | 5  | 8   | 6   | 15  | 3   | 10  | ki  | 12  | 15  | 7   | 3   | 6   | 4   | 105  |
| 8.       | Charles Leclerc    | 16         | 2   | ki  | 11  | 3   | 4  | ki  | 14  | ki  | 8   | 6   | 7   | 4   | 5   | 4   | 10  | ki  | 13  | 98   |
| 9.       | Lando Norris       | 4          | 3   | 5   | 13  | 5   | 9  | 10  | 7   | 4   | 6   | 15  | ki  | 13  | 8   | 8   | 4   | 10  | 5   | 97   |
| 10.      | Pierre Gasly       | 10         | 7   | 15  | ki  | 7   | 11 | 9   | 8   | 1   | ki  | 9   | 6   | 5   | ki  | 13  | 6   | 11  | 8   | 75   |
| 11.      | Lance Stroll       | 18         | ki  | 7   | 4   | 9   | 6  | 4   | 9   | 3   | ki  | ki  | vi  | ki  | 13  | 9   | ki  | 3   | 10  | 75   |
| 12.      | Esteban Ocon       | 31         | 8   | ki  | 14  | 6   | 8  | 13  | 5   | 8   | ki  | 7   | ki  | 8   | ki  | 11  | 9   | 2   | 9   | 62   |
| 13.      | Sebastian Vettel   | 5          | 10  | ki  | 6   | 10  | 12 | 7   | 13  | ki  | 10  | 13  | 11  | 10  | 12  | 3   | 13  | 12  | 14  | 33   |
| 14.      | Danyiil Kvjat      | 26         | 12† | 10  | 12  | ki  | 10 | 12  | 11  | 9   | 7   | 8   | 15  | 19  | 4   | 12  | 11  | 7   | 11  | 32   |
| 15.      | Nico Hülkenberg    | 27         |     |     |     | ni  | 7  |     |     |     |     |     | 8   |     |     |     |     |     |     | 10   |
| 16.      | Kimi Räikkönen     | 7          | ki  | 11  | 15  | 17  | 15 | 14  | 12  | 13  | 9   | 14  | 12  | 11  | 9   | 15  | 15  | 14  | 12  | 4    |
| 17.      | Antonio Giovinazzi | 99         | 9   | 14  | 17  | 14  | 17 | 16  | ki  | 16  | ki  | 11  | 10  | 15  | 10  | ki  | 16  | 13  | 16  | 4    |
| 18.      | George Russell     | 63         | ki  | 16  | 18  | 12  | 18 | 17  | ki  | 14  | 11  | 18  | ki  | 14  | ki  | 16  | 12  | 9   | 15  | 3    |
| 19.      | Romain Grosjean    | 8          | ki  | 13  | 16  | 16  | 16 | 19  | 15  | 12  | 12  | 17  | 9   | 17  | 14  | ki  | ki  |     |     | 2    |
| 20.      | Kevin Magnussen    | 20         | ki  | 12  | 10  | ki  | ki | 15  | 17  | ki  | ki  | 12  | 13  | 16  | ki  | 17† | 17  | 15  | 18  | 1    |
| 21.      | Nicholas Latifi    | 6          | 11  | 17  | 19  | 15  | 19 | 18  | 16  | 11  | ki  | 16  | 14  | 18  | 11  | ki  | 14  | ki  | 17  | 0    |
| 22.      | Jack Aitken        | 89         |     |     |     |     |    |     |     |     |     |     |     |     |     |     |     | 16  |     | 0    |
| 23.      | Pietro Fittipaldi  | 51         |     |     |     |     |    |     |     |     |     |     |     |     |     |     |     | 17  | 19  | 0    |
| Helyezés | Versenyző          | Rajt- szám | AUT | STY | HUN | GBR | 70 | ESP | BEL | ITA | TOS | RUS | EIF | POR | EMI | TUR | BHR | SAK | UAE | Pont |

Megjegyzés:
- † – Nem fejezte be a futamot, de rangsorolva lett, mert teljesítette a versenytáv 90%-át.

### Konstruktőrök
| Helyezés | Csapat                | Rajt- szám | AUT | STY | HUN | GBR | 70 | ESP | BEL | ITA | TOS | RUS | EIF | POR | EMI | TUR | BHR | SAK | UAE | Pont         |
| -------- | --------------------- | ---------- | --- | --- | --- | --- | -- | --- | --- | --- | --- | --- | --- | --- | --- | --- | --- | --- | --- | ------------ |
| 1.       | Mercedes              | 44         | 4   | 1   | 1   | 1   | 2  | 1   | 1   | 7   | 1   | 3   | 1   | 1   | 1   | 1   | 1   |     | 3   | 573          |
| 1.       | Mercedes              | 77         | 1   | 2   | 3   | 11  | 3  | 3   | 2   | 5   | 2   | 1   | ki  | 2   | 2   | 14  | 8   | 8   | 2   | 573          |
| 1.       | Mercedes              | 63         |     |     |     |     |    |     |     |     |     |     |     |     |     |     |     | 9   |     | 573          |
| 2.       | Red Bull-Honda        | 23         | 13† | 4   | 5   | 8   | 5  | 8   | 6   | 15  | 3   | 10  | ki  | 12  | 15  | 7   | 3   | 6   | 4   | 319          |
| 2.       | Red Bull-Honda        | 33         | ki  | 3   | 2   | 2   | 1  | 2   | 3   | ki  | ki  | 2   | 2   | 3   | ki  | 6   | 2   | ki  | 1   | 319          |
| 3.       | McLaren-Renault       | 4          | 3   | 5   | 13  | 5   | 9  | 10  | 7   | 4   | 6   | 15  | ki  | 13  | 8   | 8   | 4   | 10  | 5   | 202          |
| 3.       | McLaren-Renault       | 55         | 5   | 9   | 9   | 13  | 13 | 6   | ni  | 2   | ki  | ki  | 5   | 6   | 7   | 5   | 5   | 4   | 6   | 202          |
| 4.       | Racing Point-Mercedes | 11         | 6   | 6   | 7   | vi  |    | 5   | 10  | 10  | 5   | 4   | 4   | 7   | 6   | 2   | 18† | 1   | ki  | 195 (210)[a] |
| 4.       | Racing Point-Mercedes | 18         | ki  | 7   | 4   | 9   | 6  | 4   | 9   | 3   | ki  | ki  | vi  | ki  | 13  | 9   | ki  | 3   | 10  | 195 (210)[a] |
| 4.       | Racing Point-Mercedes | 27         |     |     |     | ni  | 7  |     |     |     |     |     | 8   |     |     |     |     |     |     | 195 (210)[a] |
| 5.       | Renault               | 3          | ki  | 8   | 8   | 4   | 14 | 11  | 4   | 6   | 4   | 5   | 3   | 9   | 3   | 10  | 7   | 5   | 7   | 181          |
| 5.       | Renault               | 31         | 8   | ki  | 14  | 6   | 8  | 13  | 5   | 8   | ki  | 7   | ki  | 8   | ki  | 11  | 9   | 2   | 9   | 181          |
| 6.       | Ferrari               | 5          | 10  | ki  | 6   | 10  | 12 | 7   | 13  | ki  | 10  | 13  | 11  | 10  | 12  | 3   | 13  | 12  | 14  | 131          |
| 6.       | Ferrari               | 16         | 2   | ki  | 11  | 3   | 4  | ki  | 14  | ki  | 8   | 6   | 7   | 4   | 5   | 4   | 10  | ki  | 13  | 131          |
| 7.       | AlphaTauri-Honda      | 10         | 7   | 15  | ki  | 7   | 11 | 9   | 8   | 1   | ki  | 9   | 6   | 5   | ki  | 13  | 6   | 11  | 8   | 107          |
| 7.       | AlphaTauri-Honda      | 26         | 12† | 10  | 12  | ki  | 10 | 12  | 11  | 9   | 7   | 8   | 15  | 19  | 4   | 12  | 11  | 7   | 11  | 107          |
| 8.       | Alfa Romeo-Ferrari    | 7          | ki  | 11  | 15  | 17  | 15 | 14  | 12  | 13  | 9   | 14  | 12  | 11  | 9   | 15  | 15  | 14  | 12  | 8            |
| 8.       | Alfa Romeo-Ferrari    | 99         | 9   | 14  | 17  | 14  | 17 | 16  | ki  | 16  | ki  | 11  | 10  | 15  | 10  | ki  | 16  | 13  | 16  | 8            |
| 9.       | Haas-Ferrari          | 8          | ki  | 13  | 16  | 16  | 16 | 19  | 15  | 12  | 12  | 17  | 9   | 17  | 14  | ki  | ki  |     |     | 3            |
| 9.       | Haas-Ferrari          | 20         | ki  | 12  | 10  | ki  | ki | 15  | 17  | ki  | ki  | 12  | 13  | 16  | ki  | 17† | 17  | 15  | 18  | 3            |
| 9.       | Haas-Ferrari          | 51         |     |     |     |     |    |     |     |     |     |     |     |     |     |     |     | 17  | 19  | 3            |
| 10.      | Williams-Mercedes     | 6          | 11  | 17  | 19  | 15  | 19 | 18  | 16  | 11  | ki  | 16  | 14  | 18  | 11  | ki  | 14  | ki  | 17  | 0            |
| 10.      | Williams-Mercedes     | 63         | ki  | 16  | 18  | 12  | 18 | 17  | ki  | 14  | 11  | 18  | ki  | 14  | ki  | 16  | 12  |     | 15  | 0            |
| 10.      | Williams-Mercedes     | 89         |     |     |     |     |    |     |     |     |     |     |     |     |     |     |     | 16  |     | 0            |
| Helyezés | Csapat                | Rajt- szám | AUT | STY | HUN | GBR | 70 | ESP | BEL | ITA | TOS | RUS | EIF | POR | EMI | TUR | BHR | SAK | UAE | Pont         |

Megjegyzések:
- † — Nem fejezte be a futamot, de rangsorolva lett, mert teljesítette a versenytáv 90%-át.
- ↑ a:  Az FIA a Racing Point alakulatát 15 ponttól megfosztotta, miután megállapította, hogy a csapat szabálytalan fékhűtőket használt.[163]

### Időmérő edzések
Színmagyarázat:
| Helyezés | Pole pozíció | A Q3-ba jutott | Kiesett a Q2-ben | Kiesett a Q1-ben | Nem kvalifikált | Nem vett részt |
| -------- | ------------ | -------------- | ---------------- | ---------------- | --------------- | -------------- |
| Színkód  | 1.           | 2–10.          | 11–15.           | 16–20.           | nk              | ni             |

| Helyezés | Versenyző          | Rajt- szám | AUT | STY | HUN | GBR | 70  | ESP | BEL | ITA | TOS | RUS | EIF | POR | EMI | TUR | BHR | SAK | UAE |
| -------- | ------------------ | ---------- | --- | --- | --- | --- | --- | --- | --- | --- | --- | --- | --- | --- | --- | --- | --- | --- | --- |
| 1.       | Lewis Hamilton     | 44         | 2†  | 1   | 1   | 1   | 2   | 1   | 1   | 1   | 1   | 1   | 2   | 1   | 2   | 6   | 1   |     | 3   |
| 2.       | Valtteri Bottas    | 77         | 1   | 4   | 2   | 2   | 1   | 2   | 2   | 2   | 2   | 3   | 1   | 2   | 1   | 9   | 2   | 1   | 2   |
| 3.       | Max Verstappen     | 33         | 3   | 2   | 7   | 3   | 4   | 3   | 3   | 5   | 3   | 2   | 3   | 3   | 3   | 2   | 3   | 3   | 1   |
| 4.       | Sergio Pérez       | 11         | 6   | 17  | 4   | ni  |     | 4   | 8   | 4   | 6†  | 4   | 9   | 5   | 11  | 3   | 5   | 5   | 15† |
| 5.       | Daniel Ricciardo   | 3          | 10  | 9   | 11  | 8   | 5   | 13  | 4   | 7   | 8   | 5   | 6   | 10  | 5   | 5   | 6   | 7   | 12  |
| 6.       | Carlos Sainz Jr.   | 55         | 8   | 3   | 9   | 7   | 13  | 7   | 7   | 3   | 9   | 6   | 10  | 7   | 10  | 13† | 15  | 8   | 6   |
| 7.       | Alexander Albon    | 23         | 5   | 7   | 13  | 12  | 9   | 6   | 5   | 9   | 4   | 10  | 5   | 6   | 6   | 4   | 4   | 12  | 5   |
| 8.       | Charles Leclerc    | 16         | 7   | 11† | 6   | 4   | 8   | 9   | 13  | 13  | 5   | 11  | 4   | 4   | 7   | 14  | 12  | 4   | 9†  |
| 9.       | Lando Norris       | 4          | 4   | 6†  | 8   | 5   | 10  | 8   | 10  | 6   | 11  | 8   | 8   | 8   | 9   | 11† | 9   | 15  | 4   |
| 10.      | Pierre Gasly       | 10         | 12  | 8   | 10  | 11  | 7   | 10  | 12  | 10  | 16  | 9   | 12  | 9   | 4   | 15  | 8   | 9   | 10  |
| 11.      | Lance Stroll       | 18         | 9   | 13  | 3   | 6   | 6   | 5   | 9   | 8   | 7   | 13  | ni  | 12  | 15  | 1   | 13  | 10  | 8   |
| 12.      | Esteban Ocon       | 31         | 14  | 5   | 14  | 9   | 11† | 15  | 6   | 12  | 10  | 7   | 7   | 11  | 12  | 7   | 7   | 11  | 11  |
| 13.      | Sebastian Vettel   | 5          | 11  | 10  | 5   | 10  | 12  | 11  | 14  | 17  | 14  | 15  | 11  | 15  | 14  | 12  | 11  | 13  | 13  |
| 14.      | Danyiil Kvjat      | 26         | 13  | 14  | 17  | 14† | 16  | 12  | 11  | 11  | 12  | 12  | 13  | 13  | 8   | 17  | 10  | 6   | 7   |
| 15.      | Nico Hülkenberg    | 27         |     |     |     | 13  | 3   |     |     |     |     |     | 20  |     |     |     |     |     |     |
| 16.      | Kimi Räikkönen     | 7          | 19  | 16  | 20  | 18  | 20  | 14  | 16  | 14  | 13  | 20  | 19  | 16  | 18  | 8   | 17  | 19  | 16  |
| 17.      | Antonio Giovinazzi | 99         | 18  | 19  | 19  | 17  | 19  | 20  | 18  | 18  | 17  | 17  | 14  | 17  | 20  | 10  | 16  | 14  | 14  |
| 18.      | George Russell     | 63         | 17  | 12  | 12  | 15  | 15  | 18  | 15  | 19  | 18  | 14  | 17  | 14  | 13  | 18† | 14  | 2   | 18  |
| 19.      | Romain Grosjean    | 8          | 15  | nk  | 18  | 19  | 14  | 17  | 17  | 16  | 15  | 16  | 16  | 18  | 16  | 19  | 19  |     |     |
| 20.      | Kevin Magnussen    | 20         | 16  | 15  | 16  | 16  | 17  | 16  | 20  | 15  | 20  | 18  | 15  | 19  | 17  | 16  | 18  | 16  | 17† |
| 21.      | Nicholas Latifi    | 6          | 20  | 18  | 15  | 20  | 18  | 19  | 19  | 20  | 19  | 19  | 18  | 20  | 19  | 20  | 20  | 17  | 20  |
| 22.      | Jack Aitken        | 89         |     |     |     |     |     |     |     |     |     |     |     |     |     |     |     | 18  |     |
| 23.      | Pietro Fittipaldi  | 51         |     |     |     |     |     |     |     |     |     |     |     |     |     |     |     | 20† | 19  |
| Helyezés | Versenyző          | Rajt- szám | AUT | STY | HUN | GBR | 70  | ESP | BEL | ITA | TOS | RUS | EIF | POR | EMI | TUR | BHR | SAK | UAE |

Megjegyzés:
A helyezések a világbajnokság pontversenyében elfoglalt pozíciót jelentik. A táblázatban az időmérő edzésen elért eredmények, és nem a végleges rajtpozíciók szerepelnek.
- † — A rajtpozíció változott az időmérő edzésen elért helyezéshez képest (nem számítva az egyik versenyző hátrasorolásából következő előrelépést). A részletekért lásd a futamok szócikkeit.

## Statisztikák

### Versenyzők
| #   | Rsz. | Versenyző          | Csapat                      | +/- | Rajt | Gy | DH | PP | LK | NV | Pont | P+/– |
| --- | ---- | ------------------ | --------------------------- | --- | ---- | -- | -- | -- | -- | -- | ---- | ---- |
| 1.  | 44   | Lewis Hamilton     | Mercedes                    | ±0  | 16   | 11 | 14 | 10 | 6  | 1  | 347  | –66  |
| 2.  | 77   | Valtteri Bottas    | Mercedes                    | ±0  | 17   | 2  | 11 | 5  | 2  | 0  | 223  | –103 |
| 3.  | 33   | Max Verstappen     | Red Bull-Honda              | ±0  | 17   | 2  | 11 | 1  | 3  | 4  | 214  | –64  |
| 4.  | 11   | Sergio Pérez       | Racing Point-Mercedes       | +6  | 15   | 1  | 2  | 0  | 0  | 2  | 125  | +73  |
| 5.  | 3    | Daniel Ricciardo   | Renault                     | +4  | 17   | 0  | 2  | 0  | 2  | 1  | 119  | +65  |
| 6.  | 55   | Carlos Sainz Jr.   | McLaren-Renault             | ±0  | 16   | 0  | 1  | 0  | 1  | 0  | 105  | +9   |
| 7.  | 23   | Alexander Albon    | Red Bull-Honda              | +1  | 17   | 0  | 2  | 0  | 0  | 1  | 105  | +13  |
| 8.  | 16   | Charles Leclerc    | Ferrari                     | –4  | 17   | 0  | 2  | 0  | 0  | 0  | 98   | –166 |
| 9.  | 4    | Lando Norris       | McLaren-Renault             | +2  | 17   | 0  | 1  | 0  | 2  | 0  | 97   | +48  |
| 10. | 10   | Pierre Gasly       | AlphaTauri-Honda            | –3  | 17   | 1  | 1  | 0  | 0  | 2  | 75   | –20  |
| 11. | 18   | Lance Stroll       | Racing Point-Mercedes       | +4  | 16   | 0  | 2  | 1  | 0  | 0  | 75   | +54  |
| 12. | 31   | Esteban Ocon       | Renault                     | –   | 17   | 0  | 1  | 0  | 0  | 0  | 62   | –    |
| 13. | 5    | Sebastian Vettel   | Ferrari                     | –8  | 17   | 0  | 1  | 0  | 0  | 2  | 33   | –207 |
| 14. | 26   | Danyiil Kvjat      | AlphaTauri-Honda            | –1  | 17   | 0  | 0  | 0  | 0  | 0  | 32   | –5   |
| 15. | 27   | Nico Hülkenberg    | Racing Point-Mercedes       | –1  | 2    | 0  | 0  | 0  | 0  | 1  | 10   | –27  |
| 16. | 7    | Kimi Räikkönen     | Alfa Romeo-Ferrari          | –4  | 17   | 0  | 0  | 0  | 0  | 1  | 4    | –39  |
| 17. | 99   | Antonio Giovinazzi | Alfa Romeo-Ferrari          | ±0  | 17   | 0  | 0  | 0  | 0  | 0  | 4    | –10  |
| 18. | 63   | George Russell     | Williams-Mercedes, Mercedes | +2  | 17   | 0  | 0  | 0  | 1  | 1  | 3    | +3   |
| 19. | 8    | Romain Grosjean    | Haas-Ferrari                | –1  | 15   | 0  | 0  | 0  | 0  | 1  | 2    | –6   |
| 20. | 20   | Kevin Magnussen    | Haas-Ferrari                | –4  | 17   | 0  | 0  | 0  | 0  | 0  | 1    | –19  |
| 21. | 6    | Nicholas Latifi    | Williams-Mercedes           | –   | 17   | 0  | 0  | 0  | 0  | 0  | 0    | –    |
| 22. | 89   | Jack Aitken        | Williams-Mercedes           | –   | 1    | 0  | 0  | 0  | 0  | 0  | 0    | –    |
| 23. | 51   | Pietro Fittipaldi  | Haas-Ferrari                | –   | 2    | 0  | 0  | 0  | 0  | 0  | 0    | –    |

### Konstruktőrök
| #   | +/- | Csapat       | Modell | Motor        | Gumi | Rajt | Gy | DH | PP | LK | NV | Pont | P+/– |
| --- | --- | ------------ | ------ | ------------ | ---- | ---- | -- | -- | -- | -- | -- | ---- | ---- |
| 1.  | ±0  | Mercedes     | W11    | Mercedes     | P    | 17   | 13 | 25 | 15 | 9  | 2  | 573  | –166 |
| 2.  | +1  | Red Bull     | RB16   | Honda        | P    | 17   | 2  | 13 | 1  | 3  | 5  | 319  | –98  |
| 3.  | +1  | McLaren      | MCL35  | Renault      | P    | 17   | 0  | 2  | 0  | 3  | 0  | 202  | +57  |
| 4.  | +3  | Racing Point | RP20   | BWT Mercedes | P    | 17   | 1  | 4  | 1  | 0  | 3  | 195  | +122 |
| 5.  | ±0  | Renault      | RS20   | Renault      | P    | 17   | 0  | 3  | 0  | 2  | 1  | 181  | +90  |
| 6.  | –4  | Ferrari      | SF1000 | Ferrari      | P    | 17   | 0  | 3  | 0  | 0  | 2  | 131  | –373 |
| 7.  | –1  | AlphaTauri   | AT01   | Honda        | P    | 17   | 1  | 1  | 0  | 0  | 2  | 107  | +22  |
| 8.  | ±0  | Alfa Romeo   | C39    | Ferrari      | P    | 17   | 0  | 0  | 0  | 0  | 1  | 8    | –49  |
| 9.  | ±0  | Haas         | VF-20  | Ferrari      | P    | 17   | 0  | 0  | 0  | 0  | 1  | 3    | –25  |
| 10. | ±0  | Williams     | FW43   | Mercedes     | P    | 17   | 0  | 0  | 0  | 0  | 0  | 0    | –1   |

### Csapattársak egymás elleni eredményei
Megjegyzés: Döntetlen esetén (időmérő edzéseken, ha egyik pilóta sem tudta kvalifikálni magát a futamra, versenyeken pedig, ha mindkét pilóta kiesett vagy helyezetlenül ért célba, továbbá, ha a korábbi csapattárs helyett más pilóta volt a csapattársa a futamon) a verseny nem számít bele az egymás elleni állásba. Emiatt előfordul, hogy egyes csapatoknál a szezon végén nem jön ki mind a 17 verseny.
| Időmérő edzések | Időmérő edzések   | Időmérő edzések | Időmérő edzések    | Időmérő edzések | Csapat                | Versenyek | Versenyek         | Versenyek | Versenyek          | Versenyek |
| Rajtszám        | Pilóta            | Állás           | Pilóta             | Rajtszám        | Csapat                | Rajtszám  | Pilóta            | Állás     | Pilóta             | Rajtszám  |
| --------------- | ----------------- | --------------- | ------------------ | --------------- | --------------------- | --------- | ----------------- | --------- | ------------------ | --------- |
| 44              | Lewis Hamilton    | 11–5            | Valtteri Bottas    | 77              | Mercedes              | 44        | Lewis Hamilton    | 12–4      | Valtteri Bottas    | 77        |
| 63              | George Russell    | 0–1             | Valtteri Bottas    | 77              | Mercedes              | 63        | George Russell    | 0–1       | Valtteri Bottas    | 77        |
| 23              | Alexander Albon   | 0–17            | Max Verstappen     | 33              | Red Bull-Honda        | 23        | Alexander Albon   | 5–12      | Max Verstappen     | 33        |
| 4               | Lando Norris      | 9–8             | Carlos Sainz Jr.   | 55              | McLaren-Renault       | 4         | Lando Norris      | 9–8       | Carlos Sainz Jr.   | 55        |
| 11              | Sergio Pérez      | 1–0             | Nico Hülkenberg    | 27              | Racing Point-Mercedes | 11        | Sergio Pérez      | 1–0       | Nico Hülkenberg    | 27        |
| 11              | Sergio Pérez      | 10–4            | Lance Stroll       | 18              | Racing Point-Mercedes | 11        | Sergio Pérez      | 9–5       | Lance Stroll       | 18        |
| 27              | Nico Hülkenberg   | 1–1             | Lance Stroll       | 18              | Racing Point-Mercedes | 27        | Nico Hülkenberg   | 0–2       | Lance Stroll       | 18        |
| 3               | Daniel Ricciardo  | 15–2            | Esteban Ocon       | 31              | Renault               | 3         | Daniel Ricciardo  | 13–4      | Esteban Ocon       | 31        |
| 5               | Sebastian Vettel  | 4–13            | Charles Leclerc    | 16              | Ferrari               | 5         | Sebastian Vettel  | 5–10      | Charles Leclerc    | 16        |
| 10              | Pierre Gasly      | 13–4            | Danyiil Kvjat      | 26              | AlphaTauri-Honda      | 10        | Pierre Gasly      | 9–8       | Danyiil Kvjat      | 26        |
| 7               | Kimi Räikkönen    | 8–9             | Antonio Giovinazzi | 99              | Alfa Romeo-Ferrari    | 7         | Kimi Räikkönen    | 12–5      | Antonio Giovinazzi | 99        |
| 8               | Romain Grosjean   | 7–8             | Kevin Magnussen    | 20              | Haas-Ferrari          | 8         | Romain Grosjean   | 7–7       | Kevin Magnussen    | 20        |
| 51              | Pietro Fittipaldi | 0–2             | Kevin Magnussen    | 20              | Haas-Ferrari          | 51        | Pietro Fittipaldi | 0–2       | Kevin Magnussen    | 20        |
| 6               | Nicholas Latifi   | 0–16            | George Russell     | 63              | Williams-Mercedes     | 6         | Nicholas Latifi   | 6–10      | George Russell     | 63        |
| 6               | Nicholas Latifi   | 1–0             | Jack Aitken        | 89              | Williams-Mercedes     | 6         | Nicholas Latifi   | 0–1       | Jack Aitken        | 89        |

#### Csapat színkódok
| Csapat  | Mercedes | Ferrari | Red Bull | McLaren | Renault | AlphaTauri | Racing Point | Alfa Romeo | Haas | Williams |
| ------- | -------- | ------- | -------- | ------- | ------- | ---------- | ------------ | ---------- | ---- | -------- |
| Színkód |          |         |          |         |         |            |              |            |      |          |